# Torneo Argentino B 1999-00
El Torneo Argentino B 1999-00 fue la quinta edición del certamen correspondiente a la cuarta división del fútbol argentino. Los equipos provenían directamente de las distintas ligas regionales argentinas y al ser el único torneo para estos equipos, no incluía descensos. Otorgó 2 plazas para disputar el Torneo Argentino A 2000-01

## Formato
Se jugó un certamen en cinco etapas. Todas las etapas fueron etapas de grupos. La primera etapa se dividió en 6 zonas geográficas con 4 equipos de cada zona accediendo a la segunda etapa. La segunda etapa consistió de 8 grupos de 3 o 4 equipos, clasificando los dos primeros a la tercera etapa. La tercera etapa consistió en 4 grupos de 4 equipos, donde los dos primeros clasificaron a la cuarta etapa. La cuarta etapa consistió en 2 grupos de 4 equipos, con los dos primeros de cada grupo clasificando a la quinta y última etapa. La última etapa consistió en un grupo de 4 equipos del cual los dos primeros ascendieron al Torneo Argentino A.
Las ligas regionales invitadas determinaron el método de clasificación de los equipos al torneo.

## Equipos participantes

### Primera ronda
| Región     | Grupo               | Club                                       | Ciudad                               | Provincia           | Liga de Origen                                                  |
| ---------- | ------------------- | ------------------------------------------ | ------------------------------------ | ------------------- | --------------------------------------------------------------- |
| Bonaerense | 1                   | Club Atlético Liniers                      | Bahía Blanca                         | Buenos Aires        | Liga del Sur (Bahía Blanca)                                     |
| Bonaerense | 1                   | Centro Blanco y Negro Felisa I. de Alberdi | Coronel Suárez                       | Buenos Aires        | Liga Regional de fútbol (Coronel Suárez)                        |
| Bonaerense | 1                   | Club Ferrocarril Sud                       | Tandil                               | Buenos Aires        | Liga Tandilense de fútbol                                       |
| Bonaerense | 2                   | Atlético Estudiantes                       | Olavarría                            | Buenos Aires        | Liga de fútbol de Olavarría                                     |
| Bonaerense | 2                   | Atlético Banfield                          | Mar del Plata                        | Buenos Aires        | Liga Marplatense de fútbol                                      |
| Bonaerense | 2                   | Atlético Defensores Unidos                 | Santa Teresita                       | Buenos Aires        | Liga de fútbol del Partido de la Costa                          |
| Bonaerense | 2                   | Ateneo Padre Josué Chávez Paz              | Labardén                             | Buenos Aires        | Liga Ayacuchense de fútbol                                      |
| Bonaerense | 3                   | Atlético Independiente                     | Dolores                              | Buenos Aires        | Liga Dolorense de fútbol (Buenos Aires)                         |
| Bonaerense | 3                   | Club Everton                               | La Plata                             | Buenos Aires        | Liga Amateur Platense de fútbol                                 |
| Bonaerense | 3                   | Deportivo Chascomús                        | Chascomús                            | Buenos Aires        | Liga Chascomunense de fútbol                                    |
| Bonaerense | 3                   | Atlético Luján                             | Luján                                | Buenos Aires        | Liga Lujanense de fútbol                                        |
| Bonaerense | 4                   | Atlético 9 de Julio                        | Nueve de Julio                       | Buenos Aires        | Liga Nuevejuliense de fútbol                                    |
| Bonaerense | 4                   | Atlético Independiente                     | Chivilcoy                            | Buenos Aires        | Liga Chivilcoyana de Fútbol                                     |
| Bonaerense | 4                   | Bragado Club y Biblioteca Pública          | Bragado                              | Buenos Aires        | Liga Bragadense de fútbol                                       |
| Bonaerense | 4                   | Atlético Quilmes                           | Mercedes                             | Buenos Aires        | Liga Mercedina de fútbol                                        |
| Bonaerense | 5                   | Defensores de Salto                        | Salto                                | Buenos Aires        | Liga de fútbol de Salto                                         |
| Bonaerense | 5                   | Atlético Buenos Aires al Pacífico          | Junín                                | Buenos Aires        | Liga Deportiva del Oeste (Junín)                                |
| Bonaerense | 5                   | Atlético Argentino                         | Chacabuco                            | Buenos Aires        | Liga Deportiva de Chacabuco                                     |
| Bonaerense | 5                   | Atlético Argentino                         | Rojas                                | Buenos Aires        | Liga Deportiva de fútbol (Rojas)                                |
| Bonaerense | 6                   | Atlético y Social Defensores de Belgrano   | Villa Ramallo                        | Buenos Aires        | Liga Nicoleña de fútbol                                         |
| Bonaerense | 6                   | Gimnasia y Esgrima                         | Pergamino                            | Buenos Aires        | Liga de fútbol Pergamino                                        |
| Bonaerense | 6                   | Paraná Fútbol Club                         | San Pedro                            | Buenos Aires        | Liga Deportiva Sampedrina                                       |
| Bonaerense | 6                   | Hughes Football Club                       | Hughes                               | Santa Fe            | Liga Deportiva de Colón original de la Liga Venadense de fútbol |
| Litoral    | 1                   | Club Atlético 1.º de Mayo                  | Formosa                              | Formosa             | Liga Formoseña de fútbol                                        |
| Litoral    | 1                   | Social y Deportivo San Lorenzo             | Palma Sola                           | Formosa             | Liga Clorindense de fútbol                                      |
| Litoral    | 1                   | Social 19 de Marzo                         | Pirané                               | Formosa             | Liga Piranense de fútbol                                        |
| Litoral    | 2                   | Atlético Sarmiento (Res.)                  | Resistencia                          | Chaco               | Liga Chaqueña de fútbol                                         |
| Litoral    | 2                   | Atlético Barrio Sarmiento                  | Juan José Castelli                   | Chaco               | Liga Saenzpeñense de fútbol                                     |
| Litoral    | 2                   | Atlético Quilmes                           | Corrientes                           | Corrientes          | Liga Correntina de fútbol                                       |
| Litoral    | 3                   | Atlético Tigre                             | Santo Pipó                           | Misiones            | Liga Posadeña de fútbol                                         |
| Litoral    | 3                   | Atlético y Social Tuyutí                   | Apóstoles                            | Misiones            | Liga Apostoleña de fútbol                                       |
| Litoral    | 3                   | Asociación Exalumnos Escuela 185           | Oberá                                | Misiones            | Liga Regional Obereña de fútbol                                 |
| Litoral    | 4                   | Sportivo Benjamín Matienzo                 | Goya                                 | Corrientes          | Liga Goyana de fútbol                                           |
| Litoral    | 4                   | Deportivo Hilantex Noreste                 | Monte Caseros                        | Corrientes          | Liga Deportiva Casereña General San Martín                      |
| Litoral    | 4                   | Atlético Santa Rosa                        | Chajarí                              | Entre Ríos          | Liga de fútbol de Chajarí                                       |
| Litoral    | 5                   | Atlético Victoria                          | Concordia                            | Entre Ríos          | Liga Concordiense de Fútbol                                     |
| Litoral    | 5                   | Atlético Almagro                           | Concepción del Uruguay               | Entre Ríos          | Liga de fútbol de Concepción del Uruguay                        |
| Litoral    | 5                   | Social y Deportivo Las Flores              | Federal                              | Entre Ríos          | Liga Federalense de fútbol                                      |
| Litoral    | 6                   | Central Larroque                           | Larroque                             | Entre Ríos          | Liga Departamental de fútbol de Gualeguaychú                    |
| Litoral    | 6                   | Sportivo Urquiza                           | Paraná                               | Entre Ríos          | Liga Paranaense de fútbol                                       |
| Litoral    | 6                   | Viale Foot Ball Club                       | Viale                                | Entre Ríos          | Liga de fútbol de Paraná Campaña                                |
| Litoral    | 7                   | Atlético 9 de Julio                        | Rafaela                              | Santa Fe            | Liga Rafaelina de fútbol                                        |
| Litoral    | 7                   | Ocampo Fábrica                             | Villa Ocampo                         | Santa Fe            | Liga Ocampense de fútbol                                        |
| Litoral    | 7                   | Sportivo Guadalupe                         | Santa Fe                             | Santa Fe            | Liga Santafesina de Fútbol                                      |
| Litoral    | 8                   | Atlético Carcarañá                         | Carcarañá                            | Santa Fe            | Liga Cañadense de Fútbol                                        |
| Litoral    | 8                   | Italiano Futbol Club                       | San Genaro entonces San Jenaro Norte | Santa Fe            | Liga Regional Totorense de fútbol                               |
| Litoral    | 8                   | Agrupación Deportiva Botafogo              | Rosario                              | Santa Fe            | Asociación Rosarina de Fútbol                                   |
| Sur        | 1                   | Social y Deportivo Costa Brava             | General Pico                         | La Pampa            | Liga Pampeana de Fútbol                                         |
| Sur        | 1                   | Deportivo Luis Beltrán                     | Luis Beltrán                         | Río Negro           | Liga Regional de fútbol Avellaneda                              |
| Sur        | 1                   | San Lorenzo de Barrio Lindo                | Carmen de Patagones                  | Buenos Aires        | Liga Rionegrina de fútbol                                       |
| Sur        | 2                   | Social y Deportivo Dolavon                 | Dolavon                              | Chubut              | Liga de fútbol Valle del Chubut                                 |
| Sur        | 2                   | Social y Cultural General San Martín       | Esquel                               | Chubut              | Liga de fútbol del Oeste del Chubut                             |
| Sur        | 2                   | Social y Deportivo Estrella del Sur        | Caleta Olivia                        | Santa Cruz          | Liga de Fútbol Norte de Santa Cruz                              |
| Sur        | 3                   | Atlético Santa Rosa                        | Santa Rosa                           | La Pampa            | Liga Cultural de fútbol                                         |
| Sur        | 3                   | Social y Deportivo Alianza de Cutral-Co    | Cutral-Co                            | Neuquén             | Liga de fútbol del Neuquén                                      |
| Sur        | 3                   | Argentinos del Norte                       | General Roca                         | Río Negro           | Liga Deportiva Confluencia                                      |
| Sur        | 3                   | Atlético Martín Güemes                     | El Bolsón                            | Río Negro           | Liga de fútbol de Bariloche                                     |
| Centro     | 1                   | Sportivo Belgrano                          | San Francisco                        | Córdoba             | Liga Regional de Fútbol San Francisco                           |
| Centro     | 1                   | Toro Club Soc. y Dep.                      | Moldes                               | Córdoba             | Liga Regional de fútbol de Río Cuarto                           |
| Centro     | 1                   | Leandro N. Alem                            | Villa Nueva                          | Córdoba             | Liga Villamariense de fútbol                                    |
| Centro     | 2                   | Américo Tesorieri                          | La Rioja                             | La Rioja            | Liga Riojana de fútbol                                          |
| Centro     | 2                   | Newell´s Old Boys                          | Sañogasta                            | La Rioja            | Liga Chileciteña de fútbol                                      |
| Centro     | 2                   | Coronel Daza                               | Banda de Varela                      | Catamarca           | Liga Chacarera de fútbol (Valle Viejo)                          |
| Centro     | 2                   | San Luis                                   | Belén                                | Catamarca           | Liga Belenista de fútbol                                        |
| Norte      | 1                   | Herminio Arrieta                           | Lib.Gral.San Martín                  | Jujuy               | Liga Regional Jujeña de fútbol (Lib.Gral.San Martín)            |
| Norte      | 1                   | General Güemes                             | Tartagal                             | Salta               | Liga Departamental de Fútbol de General San Martín              |
| Norte      | 1                   | Deportivo YPF                              | Joaquín Víctor González              | Salta               | Liga Anteña de fútbol                                           |
| Norte      | 2                   | Atlético Vialidad                          | Rosario de la Frontera               | Salta               | Liga de fútbol de Rosario de la Frontera                        |
| Norte      | 2                   | Belgrano                                   | General Güemes                       | Salta               | Liga Güemense de Fútbol                                         |
| Norte      | 2                   | San José                                   | San José de Metán                    | Salta               | Liga Metanense de fútbol                                        |
| Norte      | 2                   | Atlético Gorriti                           | San Salvador de Jujuy                | Jujuy               | Liga Jujeña de Fútbol                                           |
| Norte      | 3                   | Central Norte                              | Santo Domingo                        | Jujuy               | Liga Departamental de fútbol de El Carmen                       |
| Norte      | 3                   | Argentinos del Norte                       | Salta                                | Salta               | Liga Salteña de fútbol                                          |
| Norte      | 3                   | Libertad                                   | San Carlos                           | Salta               | Liga Calchaquí de Fútbol                                        |
| Norte      | 3                   | Sportivo El Carril                         | El Carril                            | Salta               | Liga de Fútbol del Valle de Lerma                               |
| Norte      | 2.ª etapa (Grupo C) | Social y Deportivo Coinor                  | Frías                                | Santiago del Estero | Liga Cultural de fútbol de Frías                                |
| Norte      | 2.ª etapa (Grupo C) | Garmendia Fútbol Club                      | Burruyacú                            | Tucumán             | Liga Tucumana de Fútbol                                         |
| Cuyo       | 1                   | Atlético Unión                             | Villa Krause                         | San Juan            | Liga Sanjuanina de fútbol                                       |
| Cuyo       | 1                   | Chacras de Coria                           | Chacras de Coria                     | Mendoza             | Liga Mendocina de Fútbol                                        |
| Cuyo       | 1                   | Sport Club Quiroga                         | San Rafael                           | Mendoza             | Liga Sanrafaelina de fútbol                                     |
| Cuyo       | 2                   | Sport Club Pacífico                        | General Alvear                       | Mendoza             | Liga Alvearense de fútbol (Mendoza)                             |
| Cuyo       | 2                   | Deportivo Pringles                         | San Luis                             | San Luis            | Liga Sanluiseña de Fútbol                                       |
| Cuyo       | 2                   | Jorge Newbery                              | Villa Mercedes                       | San Luis            | Liga de Fútbol de Villa Mercedes (S.L.)                         |

### Segunda ronda
| Grupo | Club                                       | Ciudad              | Provincia           | Liga de Origen                        |
| ----- | ------------------------------------------ | ------------------- | ------------------- | ------------------------------------- |
| 1     | Sporting Club Social, Cultural y Deportivo | Laboulaye           | Córdoba             | Liga Regional de Fútbol de Laboulaye  |
| 2     | Club Quilmes                               | Tres Arroyos        | Buenos Aires        | Liga Regional Tresarroyense de Fútbol |
| 6     | Club Atlético Universitario                | Córdoba             | Córdoba             | Liga Cordobesa de Fútbol              |
| 8     | Club Atlético Sarmiento                    | Catamarca           | Catamarca           | Liga Catamarqueña de Fútbol           |
| 8     | Club Atlético Unión Santiago               | Santiago del Estero | Santiago del Estero | Liga Santiagueña de Fútbol            |
| 8     | Club Atlético Central Córdoba              | Santiago del Estero | Santiago del Estero | Liga Santiagueña de Fútbol            |

### Distribución geográfica
Listado por provincia de los equipos clasificados a los zonales.
| Provincia           | Cant. | Equipos |
| ------------------- | ----- | --- |
| Buenos Aires        | 24    | 9 de Julio, Argentino (C), Argentino (R), Ateneo Padre Josué Chávez Paz, Atlético Luján, Banfield (MdP), Blanco y Negro, Bragado Club, Buenos Aires al Pacífico, Defensores (S), Defensores de Belgrano, Defensores Unidos, Deportivo Chascomús, Estudiantes (O), Everton, Ferrocarril Sud, Gimnasia y Esgrima (P), Independiente (C), Independiente (D), Liniers (BB), Paraná FC, Quilmes (M), Quilmes (TA), San Lorenzo Barrio Lindo |
| Entre Ríos          | 7     | Almagro, Atlético Santa Rosa, Central Larroque, Las Flores, Urquiza, Viale FC, Victoria |
| Santa Fe            | 7     | 9 de Julio, Botafogo, Carcarañá, Guadalupe, Hughes FC, Italiano, Ocampo Fábrica |
| Córdoba             | 5     | Leandro N. Alem, Sporting (L), Sportivo Belgrano, Toro, Universitario |
| Salta               | 4     | Argentinos del Norte, Deportivo YPF, San José, Vialidad |
| Corrientes          | 3     | Benjamín Matienzo, Hilantex Noreste, Quilmes |
| Mendoza             | 3     | Chacras de Coria, Pacífico, Quiroga |
| Misiones            | 3     | Exalumnos Escuela 185, Tigre, Tuyutí |
| Río Negro           | 3     | Argentinos del Norte, Deportivo Luis Beltrán, Martín Güemes |
| Formosa             | 3     | 1.º de Mayo, 19 de Marzo, San Lorenzo |
| Catamarca           | 3     | Coronel Daza, San Luis, Sarmiento |
| Santiago del Estero | 3     | Central Córdoba, Coinor, Unión Santiago |
| Chaco               | 2     | Barrio Sarmiento, Sarmiento (R) |
| Chubut              | 2     | Deportivo Dolavon, San Martín |
| Jujuy               | 2     | Central Norte, Herminio Arrieta |
| La Pampa            | 2     | Atlético Santa Rosa, Costa Brava |
| La Rioja            | 2     | Américo Tesorieri, Newell's Old Boys (S) |
| San Luis            | 2     | Jorge Newbery, Pringles |
| Tucumán             | 1     | Garmendia FC |
| Neuquén             | 1     | Alianza |
| San Juan            | 1     | Unión (VK) |
| Santa Cruz          | 1     | Estrella del Sur |
| Tierra del Fuego    | 0     | |
| Total               | 84    | |

## Primera ronda

### Región Bonaerense

#### Primera etapa

##### Zona 1

###### Tabla de posiciones final
| Pos. | Equipo                          | Pts. | PJ | PG | PE | PP | GF | GC | Dif. |
| ---- | ------------------------------- | ---- | -- | -- | -- | -- | -- | -- | ---- |
| 01.º | Liniers (Bahía Blanca)          | 9    | 4  | 3  | 0  | 1  | 10 | 2  | 8    |
| 02.º | Blanco y Negro (Coronel Suárez) | 7    | 4  | 2  | 1  | 1  | 5  | 7  | −2   |
| 03.º | Ferrocarril Sud (Tandil)        | 1    | 4  | 0  | 1  | 3  | 3  | 9  | −6   |

|  | Clasificado a la 2.ª etapa Región bonaerense |

###### Resultados
| Fecha 1                 | Fecha 1   | Fecha 1   | Fecha 1        | Fecha 1      | Fecha 1 |
| Local                   | Resultado | Visitante | Estadio        | Fecha        |         |
| ----------------------- | --------- | --------- | -------------- | ------------ | ------- |
| Blanco y Negro          | 0 - 5     | Liniers   | Coronel Suárez | 3 de octubre |         |
| Libre : Ferrocarril Sud |           |           |                |              |         |

| Fecha 2         | Fecha 2   | Fecha 2        | Fecha 2 | Fecha 2       | Fecha 2 |
| Local           | Resultado | Visitante      | Estadio | Fecha         |         |
| --------------- | --------- | -------------- | ------- | ------------- | ------- |
| Ferrocarril Sud | 2 - 2     | Blanco y Negro | Tandil  | 10 de octubre |         |
| Libre : Liniers |           |                |         |               |         |

| Fecha 3                | Fecha 3   | Fecha 3         | Fecha 3      | Fecha 3       | Fecha 3 |
| Local                  | Resultado | Visitante       | Estadio      | Fecha         |         |
| ---------------------- | --------- | --------------- | ------------ | ------------- | ------- |
| Liniers                | 2 - 0     | Ferrocarril Sud | Bahía Blanca | 17 de octubre |         |
| Libre : Blanco y Negro |           |                 |              |               |         |

| Fecha 4                 | Fecha 4   | Fecha 4        | Fecha 4      | Fecha 4       | Fecha 4 |
| Local                   | Resultado | Visitante      | Estadio      | Fecha         |         |
| ----------------------- | --------- | -------------- | ------------ | ------------- | ------- |
| Liniers                 | 0 - 1     | Blanco y Negro | Bahía Blanca | 31 de octubre |         |
| Libre : Ferrocarril Sud |           |                |              |               |         |

| Fecha 5         | Fecha 5   | Fecha 5         | Fecha 5        | Fecha 5        | Fecha 5 |
| Local           | Resultado | Visitante       | Estadio        | Fecha          |         |
| --------------- | --------- | --------------- | -------------- | -------------- | ------- |
| Blanco y Negro  | 2 - 0     | Ferrocarril Sud | Coronel Suárez | 3 de noviembre |         |
| Libre : Liniers |           |                 |                |                |         |

| Fecha 6                | Fecha 6   | Fecha 6   | Fecha 6 | Fecha 6        | Fecha 6 |
| Local                  | Resultado | Visitante | Estadio | Fecha          |         |
| ---------------------- | --------- | --------- | ------- | -------------- | ------- |
| Ferrocarril Sud        | 1 - 3     | Liniers   | Tandil  | 7 de noviembre |         |
| Libre : Blanco y Negro |           |           |         |                |         |

##### Zona 2

###### Tabla de posiciones final
| Pos. | Equipo                                   | Pts. | PJ | PG | PE | PP | GF | GC | Dif. |
| ---- | ---------------------------------------- | ---- | -- | -- | -- | -- | -- | -- | ---- |
| 01.º | Estudiantes (Olavarría)                  | 14   | 6  | 4  | 2  | 0  | 16 | 6  | 10   |
| 02.º | Banfield (Mar del Plata)                 | 12   | 6  | 3  | 3  | 0  | 11 | 3  | 8    |
| 03.º | Defensores Unidos (Santa Teresita)       | 8    | 6  | 2  | 2  | 2  | 11 | 9  | 2    |
| 04.º | Ateneo Padre Josué Chávez Paz (Labardén) | 0    | 6  | 0  | 0  | 6  | 5  | 24 | −19  |

|  | Clasificado a la 2.ª etapa Región bonaerense |

###### Resultados
| Fecha 1           | Fecha 1   | Fecha 1                 | Fecha 1           | Fecha 1      | Fecha 1 |
| Local             | Resultado | Visitante               | Estadio           | Fecha        |         |
| ----------------- | --------- | ----------------------- | ----------------- | ------------ | ------- |
| Banfield          | 0 - 0     | Estudiantes             | Mar del Plata     | 3 de octubre |         |
| Defensores Unidos | 5 - 0     | Ateneo Josué Chávez Paz | General Madariaga | 3 de octubre |         |

| Fecha 2                 | Fecha 2   | Fecha 2           | Fecha 2   | Fecha 2       | Fecha 2 |
| Local                   | Resultado | Visitante         | Estadio   | Fecha         |         |
| ----------------------- | --------- | ----------------- | --------- | ------------- | ------- |
| Ateneo Josué Chávez Paz | 0 - 5     | Banfield          | Ayacucho  | 10 de octubre |         |
| Estudiantes             | 1 - 0     | Defensores Unidos | Olavarría | 10 de octubre |         |

| Fecha 3                 | Fecha 3   | Fecha 3           | Fecha 3       | Fecha 3       | Fecha 3 |
| Local                   | Resultado | Visitante         | Estadio       | Fecha         |         |
| ----------------------- | --------- | ----------------- | ------------- | ------------- | ------- |
| Banfield                | 2 - 0     | Defensores Unidos | Mar del Plata | 17 de octubre |         |
| Ateneo Josué Chávez Paz | 1 - 5     | Estudiantes       | Ayacucho      | 17 de octubre |         |

| Fecha 4                 | Fecha 4   | Fecha 4           | Fecha 4   | Fecha 4       | Fecha 4 |
| Local                   | Resultado | Visitante         | Estadio   | Fecha         |         |
| ----------------------- | --------- | ----------------- | --------- | ------------- | ------- |
| Estudiantes             | 1 - 1     | Banfield          | Olavarría | 31 de octubre |         |
| Ateneo Josué Chávez Paz | 1 - 3     | Defensores Unidos | Ayacucho  | 31 de octubre |         |

| Fecha 5           | Fecha 5   | Fecha 5                 | Fecha 5           | Fecha 5        | Fecha 5 |
| Local             | Resultado | Visitante               | Estadio           | Fecha          |         |
| ----------------- | --------- | ----------------------- | ----------------- | -------------- | ------- |
| Banfield          | 2 - 1     | Ateneo Josué Chávez Paz | Mar del Plata     | 3 de noviembre |         |
| Defensores Unidos | 2 - 5     | Estudiantes             | General Madariaga | 3 de noviembre |         |

| Fecha 6           | Fecha 6   | Fecha 6                 | Fecha 6           | Fecha 6        | Fecha 6 |
| Local             | Resultado | Visitante               | Estadio           | Fecha          |         |
| ----------------- | --------- | ----------------------- | ----------------- | -------------- | ------- |
| Defensores Unidos | 1 - 1     | Banfield                | General Madariaga | 7 de noviembre |         |
| Estudiantes       | 4 - 2     | Ateneo Josué Chávez Paz | Olavarría         | 7 de noviembre |         |

| 1. |

##### Zona 3

###### Tabla de posiciones final
| Pos. | Equipo                         | Pts. | PJ | PG | PE | PP | GF | GC | Dif. |
| ---- | ------------------------------ | ---- | -- | -- | -- | -- | -- | -- | ---- |
| 01.º | Independiente (Dolores)        | 14   | 6  | 4  | 2  | 0  | 11 | 4  | 7    |
| 02.º | Everton (La Plata)             | 11   | 6  | 3  | 2  | 1  | 6  | 4  | 2    |
| 03.º | Atlético Chascomús (Chascomús) | 7    | 6  | 2  | 1  | 3  | 8  | 8  | 0    |
| 04.º | Atlético Luján (Luján)         | 1    | 6  | 0  | 1  | 5  | 5  | 14 | −9   |

|  | Clasificado a la 2.ª etapa Región bonaerense |

###### Resultados
| Fecha 1            | Fecha 1   | Fecha 1        | Fecha 1   | Fecha 1      | Fecha 1 |
| Local              | Resultado | Visitante      | Estadio   | Fecha        |         |
| ------------------ | --------- | -------------- | --------- | ------------ | ------- |
| Independiente      | 1 - 0     | Everton        | Dolores   | 3 de octubre |         |
| Atlético Chascomús | 2 - 1     | Atlético Luján | Chascomús | 3 de octubre |         |

| Fecha 2        | Fecha 2   | Fecha 2            | Fecha 2  | Fecha 2       | Fecha 2 |
| Local          | Resultado | Visitante          | Estadio  | Fecha         |         |
| -------------- | --------- | ------------------ | -------- | ------------- | ------- |
| Atlético Luján | 1 - 1     | Independiente      | Luján    | 10 de octubre |         |
| Everton        | 0 - 0     | Atlético Chascomús | Ensenada | 10 de octubre |         |

| Fecha 3        | Fecha 3   | Fecha 3            | Fecha 3 | Fecha 3       | Fecha 3 |
| Local          | Resultado | Visitante          | Estadio | Fecha         |         |
| -------------- | --------- | ------------------ | ------- | ------------- | ------- |
| Independiente  | 2 - 1     | Atlético Chascomús | Dolores | 17 de octubre |         |
| Atlético Luján | 1 - 2     | Everton            | Luján   | 17 de octubre |         |

| Fecha 4        | Fecha 4   | Fecha 4            | Fecha 4  | Fecha 4       | Fecha 4 |
| Local          | Resultado | Visitante          | Estadio  | Fecha         |         |
| -------------- | --------- | ------------------ | -------- | ------------- | ------- |
| Everton        | 0 - 0     | Independiente      | La Plata | 31 de octubre |         |
| Atlético Luján | 0 - 3     | Atlético Chascomús | Luján    | 31 de octubre |         |

| Fecha 5            | Fecha 5   | Fecha 5        | Fecha 5   | Fecha 5        | Fecha 5 |
| Local              | Resultado | Visitante      | Estadio   | Fecha          |         |
| ------------------ | --------- | -------------- | --------- | -------------- | ------- |
| Independiente      | 5 - 2     | Atlético Luján | Dolores   | 3 de noviembre |         |
| Atlético Chascomús | 2 - 3     | Everton        | Chascomús | 3 de noviembre |         |

| Fecha 6            | Fecha 6   | Fecha 6        | Fecha 6   | Fecha 6        | Fecha 6 |
| Local              | Resultado | Visitante      | Estadio   | Fecha          |         |
| ------------------ | --------- | -------------- | --------- | -------------- | ------- |
| Atlético Chascomús | 0 - 2     | Independiente  | Chascomús | 7 de noviembre |         |
| Everton            | 1 - 0     | Atlético Luján | Ensenada  | 7 de noviembre |         |

##### Zona 4

###### Tabla de posiciones final
| Pos. | Equipo                      | Pts. | PJ | PG | PE | PP | GF | GC | Dif. |
| ---- | --------------------------- | ---- | -- | -- | -- | -- | -- | -- | ---- |
| 01.º | 9 de Julio (Nueve de Julio) | 16   | 6  | 5  | 1  | 0  | 19 | 3  | 16   |
| 02.º | Independiente (Chivilcoy)   | 9    | 6  | 2  | 3  | 1  | 8  | 7  | 1    |
| 03.º | Quilmes (Mercedes)          | 4    | 6  | 1  | 1  | 4  | 6  | 14 | −8   |
| 04.º | Bragado Club (Bragado)      | 4    | 6  | 1  | 1  | 4  | 5  | 14 | −9   |

|  | Clasificado a la 2.ª etapa Región bonaerense |

###### Resultados
| Fecha 1    | Fecha 1   | Fecha 1       | Fecha 1        | Fecha 1      | Fecha 1 |
| Local      | Resultado | Visitante     | Estadio        | Fecha        |         |
| ---------- | --------- | ------------- | -------------- | ------------ | ------- |
| Quilmes    | 0 - 0     | Independiente | Mercedes       | 3 de octubre |         |
| 9 de Julio | 2 - 0     | Bragado Club  | Nueve de Julio | 3 de octubre |         |

| Fecha 2       | Fecha 2   | Fecha 2    | Fecha 2   | Fecha 2       | Fecha 2 |
| Local         | Resultado | Visitante  | Estadio   | Fecha         |         |
| ------------- | --------- | ---------- | --------- | ------------- | ------- |
| Bragado Club  | 2 - 0     | Quilmes    | Bragado   | 10 de octubre |         |
| Independiente | 1 - 1     | 9 de Julio | Chivilcoy | 10 de octubre |         |

| Fecha 3      | Fecha 3   | Fecha 3       | Fecha 3  | Fecha 3       | Fecha 3 |
| Local        | Resultado | Visitante     | Estadio  | Fecha         |         |
| ------------ | --------- | ------------- | -------- | ------------- | ------- |
| Quilmes      | 0 - 3     | 9 de Julio    | Mercedes | 17 de octubre |         |
| Bragado Club | 1 - 2     | Independiente | Bragado  | 17 de octubre |         |

| Fecha 4       | Fecha 4   | Fecha 4    | Fecha 4   | Fecha 4       | Fecha 4 |
| Local         | Resultado | Visitante  | Estadio   | Fecha         |         |
| ------------- | --------- | ---------- | --------- | ------------- | ------- |
| Independiente | 3 - 1     | Quilmes    | Chivilcoy | 31 de octubre |         |
| Bragado Club  | 0 - 5     | 9 de Julio | Bragado   | 31 de octubre |         |

| Fecha 5    | Fecha 5   | Fecha 5       | Fecha 5        | Fecha 5        | Fecha 5 |
| Local      | Resultado | Visitante     | Estadio        | Fecha          |         |
| ---------- | --------- | ------------- | -------------- | -------------- | ------- |
| Quilmes    | 4 - 1     | Bragado       | Mercedes       | 3 de noviembre |         |
| 9 de Julio | 3 - 1     | Independiente | Nueve de Julio | 3 de noviembre |         |

| Fecha 6       | Fecha 6   | Fecha 6   | Fecha 6        | Fecha 6        | Fecha 6 |
| Local         | Resultado | Visitante | Estadio        | Fecha          |         |
| ------------- | --------- | --------- | -------------- | -------------- | ------- |
| 9 de Julio    | 5 - 1     | Quilmes   | Nueve de Julio | 7 de noviembre |         |
| Independiente |           |           |                | 7 de noviembre |         |

|  |

##### Zona 5

###### Tabla de posiciones final
| Pos. | Equipo                           | Pts. | PJ | PG | PE | PP | GF | GC | Dif. |
| ---- | -------------------------------- | ---- | -- | -- | -- | -- | -- | -- | ---- |
| 01.º | Defensores (Salto)               | 16   | 6  | 5  | 1  | 0  | 17 | 5  | 12   |
| 02.º | Buenos Aires al Pacífico (Junín) | 9    | 6  | 3  | 0  | 3  | 10 | 17 | −7   |
| 03.º | Argentino (Chacabuco)            | 7    | 6  | 2  | 1  | 3  | 10 | 10 | 0    |
| 04.º | Argentino (Rojas)                | 2    | 6  | 0  | 2  | 4  | 6  | 11 | −5   |

|  | Clasificado a la 2.ª etapa Región bonaerense |

###### Resultados
| Fecha 1                  | Fecha 1   | Fecha 1       | Fecha 1   | Fecha 1      | Fecha 1 |
| Local                    | Resultado | Visitante     | Estadio   | Fecha        |         |
| ------------------------ | --------- | ------------- | --------- | ------------ | ------- |
| Buenos Aires al Pacífico | 0 - 4     | Defensores    | Junín     | 3 de octubre |         |
| Argentino (C)            | 0 - 0     | Argentino (R) | Chacabuco | 3 de octubre |         |

| Fecha 2       | Fecha 2   | Fecha 2                  | Fecha 2 | Fecha 2       | Fecha 2 |
| Local         | Resultado | Visitante                | Estadio | Fecha         |         |
| ------------- | --------- | ------------------------ | ------- | ------------- | ------- |
| Argentino (R) | 0 - 1     | Buenos Aires al Pacífico | Rojas   | 10 de octubre |         |
| Defensores    | 2 - 1     | Argentino (C)            | Salto   | 10 de octubre |         |

| Fecha 3                  | Fecha 3   | Fecha 3       | Fecha 3 | Fecha 3       | Fecha 3 |
| Local                    | Resultado | Visitante     | Estadio | Fecha         |         |
| ------------------------ | --------- | ------------- | ------- | ------------- | ------- |
| Buenos Aires al Pacífico | 2 - 1     | Argentino (C) | Junín   | 17 de octubre |         |
| Argentino (R)            | 1 - 1     | Defensores    | Rojas   | 17 de octubre |         |

| Fecha 4       | Fecha 4   | Fecha 4                  | Fecha 4 | Fecha 4       | Fecha 4 |
| Local         | Resultado | Visitante                | Estadio | Fecha         |         |
| ------------- | --------- | ------------------------ | ------- | ------------- | ------- |
| Defensores    | 5 - 1     | Buenos Aires al Pacífico | Salto   | 31 de octubre |         |
| Argentino (R) | 1 - 3     | Argentino (C)            | Rojas   | 31 de octubre |         |

| Fecha 5                  | Fecha 5   | Fecha 5       | Fecha 5   | Fecha 5        | Fecha 5 |
| Local                    | Resultado | Visitante     | Estadio   | Fecha          |         |
| ------------------------ | --------- | ------------- | --------- | -------------- | ------- |
| Buenos Aires al Pacífico | 3 - 2     | Argentino (R) | Junín     | 3 de noviembre |         |
| Argentino (C)            | 0 - 2     | Defensores    | Chacabuco | 3 de noviembre |         |

| Fecha 6       | Fecha 6   | Fecha 6                  | Fecha 6   | Fecha 6        | Fecha 6 |
| Local         | Resultado | Visitante                | Estadio   | Fecha          |         |
| ------------- | --------- | ------------------------ | --------- | -------------- | ------- |
| Argentino (C) | 5 - 3     | Buenos Aires al Pacífico | Chacabuco | 7 de noviembre |         |
| Defensores    | 3 - 2     | Argentino (R)            | Salto     | 7 de noviembre |         |

##### Zona 6

###### Tabla de posiciones final
| Pos. | Equipo                                 | Pts. | PJ | PG | PE | PP | GF | GC | Dif. |
| ---- | -------------------------------------- | ---- | -- | -- | -- | -- | -- | -- | ---- |
| 01.º | Defensores de Belgrano (Villa Ramallo) | 18   | 6  | 6  | 0  | 0  | 14 | 2  | 12   |
| 02.º | Gimnasia y Esgrima (Pergamino)         | 6    | 6  | 1  | 3  | 2  | 4  | 4  | 0    |
| 03.º | Paraná FC (San Pedro)                  | 5    | 6  | 1  | 2  | 3  | 8  | 10 | −2   |
| 04.º | Hughes FC (Hughes)                     | 4    | 6  | 1  | 1  | 4  | 5  | 14 | −9   |

|  | Clasificado a la 2.ª etapa Región bonaerense |

###### Resultados
| Fecha 1                | Fecha 1   | Fecha 1            | Fecha 1       | Fecha 1      | Fecha 1 |
| Local                  | Resultado | Visitante          | Estadio       | Fecha        |         |
| ---------------------- | --------- | ------------------ | ------------- | ------------ | ------- |
| Paraná FC              | 3 - 0     | Hughes FC          | San Pedro     | 3 de octubre |         |
| Defensores de Belgrano | 1 - 0     | Gimnasia y Esgrima | Villa Ramallo | 3 de octubre |         |

| Fecha 2            | Fecha 2   | Fecha 2                | Fecha 2   | Fecha 2       | Fecha 2 |
| Local              | Resultado | Visitante              | Estadio   | Fecha         |         |
| ------------------ | --------- | ---------------------- | --------- | ------------- | ------- |
| Gimnasia y Esgrima | 1 - 1     | Paraná FC              | Pergamino | 10 de octubre |         |
| Hughes FC          | 1 - 4     | Defensores de Belgrano | Hughes    | 10 de octubre |         |

| Fecha 3            | Fecha 3   | Fecha 3                | Fecha 3   | Fecha 3       | Fecha 3 |
| Local              | Resultado | Visitante              | Estadio   | Fecha         |         |
| ------------------ | --------- | ---------------------- | --------- | ------------- | ------- |
| Paraná FC          | 1 - 3     | Defensores de Belgrano | San Pedro | 17 de octubre |         |
| Gimnasia y Esgrima | 2 - 0     | Hughes FC              | Pergamino | 17 de octubre |         |

| Fecha 4            | Fecha 4   | Fecha 4                | Fecha 4   | Fecha 4       | Fecha 4 |
| Local              | Resultado | Visitante              | Estadio   | Fecha         |         |
| ------------------ | --------- | ---------------------- | --------- | ------------- | ------- |
| Hughes FC          | 3 - 2     | Paraná FC              | Hughes    | 31 de octubre |         |
| Gimnasia y Esgrima | 0 - 1     | Defensores de Belgrano | Pergamino | 31 de octubre |         |

| Fecha 5                | Fecha 5   | Fecha 5            | Fecha 5       | Fecha 5        | Fecha 5 |
| Local                  | Resultado | Visitante          | Estadio       | Fecha          |         |
| ---------------------- | --------- | ------------------ | ------------- | -------------- | ------- |
| Paraná FC              | 0 - 0     | Gimnasia y Esgrima | San Pedro     | 3 de noviembre |         |
| Defensores de Belgrano | 2 - 0     | Hughes FC          | Villa Ramallo | 3 de noviembre |         |

| Fecha 6                | Fecha 6   | Fecha 6            | Fecha 6       | Fecha 6        | Fecha 6 |
| Local                  | Resultado | Visitante          | Estadio       | Fecha          |         |
| ---------------------- | --------- | ------------------ | ------------- | -------------- | ------- |
| Defensores de Belgrano | 3 - 1     | Paraná FC          | Villa Ramallo | 7 de noviembre |         |
| Hughes FC              | 1 - 1     | Gimnasia y Esgrima | Hughes        | 7 de noviembre |         |

#### Segunda etapa

##### Zona 1

###### Tabla de posiciones final
| Pos. | Equipo                          | Pts. | PJ | PG | PE | PP | GF | GC | Dif. |
| ---- | ------------------------------- | ---- | -- | -- | -- | -- | -- | -- | ---- |
| 01.º | Liniers (Bahía Blanca)          | 9    | 4  | 3  | 0  | 1  | 12 | 2  | 10   |
| 02.º | Estudiantes (Olavarría)         | 9    | 4  | 3  | 0  | 1  | 12 | 7  | 5    |
| 03.º | Blanco y Negro (Coronel Suárez) | 0    | 4  | 0  | 0  | 4  | 3  | 18 | −15  |

|  | Clasificado a la Segunda ronda |

| 1. |

###### Resultados
| Fecha 1            | Fecha 1   | Fecha 1        | Fecha 1      | Fecha 1         | Fecha 1 |
| Local              | Resultado | Visitante      | Estadio      | Fecha           |         |
| ------------------ | --------- | -------------- | ------------ | --------------- | ------- |
| Liniers            | 4 - 1     | Blanco y Negro | Bahía Blanca | 14 de noviembre |         |
| Libre: Estudiantes |           |                |              |                 |         |

| Fecha 2               | Fecha 2   | Fecha 2   | Fecha 2   | Fecha 2         | Fecha 2 |
| Local                 | Resultado | Visitante | Estadio   | Fecha           |         |
| --------------------- | --------- | --------- | --------- | --------------- | ------- |
| Estudiantes           | 1 - 0     | Liniers   | Olavarría | 21 de noviembre |         |
| Libre: Blanco y Negro |           |           |           |                 |         |

| Fecha 3        | Fecha 3   | Fecha 3     | Fecha 3        | Fecha 3         | Fecha 3 |
| Local          | Resultado | Visitante   | Estadio        | Fecha           |         |
| -------------- | --------- | ----------- | -------------- | --------------- | ------- |
| Blanco y Negro | 1 - 3     | Estudiantes | Coronel Suárez | 28 de noviembre |         |
| Libre: Liniers |           |             |                |                 |         |

| Fecha 4            | Fecha 4   | Fecha 4   | Fecha 4        | Fecha 4        | Fecha 4 |
| Local              | Resultado | Visitante | Estadio        | Fecha          |         |
| ------------------ | --------- | --------- | -------------- | -------------- | ------- |
| Blanco y Negro     | 0 - 3     | Liniers   | Coronel Suárez | 5 de diciembre |         |
| Libre: Estudiantes |           |           |                |                |         |

| Fecha 5               | Fecha 5   | Fecha 5     | Fecha 5      | Fecha 5         | Fecha 5 |
| Local                 | Resultado | Visitante   | Estadio      | Fecha           |         |
| --------------------- | --------- | ----------- | ------------ | --------------- | ------- |
| Liniers               | 5 - 0     | Estudiantes | Bahía Blanca | 12 de diciembre |         |
| Libre: Blanco y Negro |           |             |              |                 |         |

| Fecha 6        | Fecha 6   | Fecha 6        | Fecha 6   | Fecha 6         | Fecha 6 |
| Local          | Resultado | Visitante      | Estadio   | Fecha           |         |
| -------------- | --------- | -------------- | --------- | --------------- | ------- |
| Estudiantes    | 8 - 1     | Blanco y Negro | Olavarría | 19 de diciembre |         |
| Libre: Liniers |           |                |           |                 |         |

##### Zona B

###### Tabla de posiciones final
| Pos. | Equipo                   | Pts. | PJ | PG | PE | PP | GF | GC | Dif. |
| ---- | ------------------------ | ---- | -- | -- | -- | -- | -- | -- | ---- |
| 01.º | Banfield (Mar del Plata) | 9    | 4  | 3  | 0  | 1  | 11 | 3  | 8    |
| 02.º | Everton (La Plata)       | 9    | 4  | 3  | 0  | 1  | 7  | 3  | 4    |
| 03.º | Independiente (Dolores)  | 0    | 4  | 0  | 0  | 4  | 2  | 14 | −12  |

|  | Clasificado a la 2.ª ronda |

| 1. |

###### Resultados
| Fecha 1              | Fecha 1   | Fecha 1   | Fecha 1 | Fecha 1         | Fecha 1 |
| Local                | Resultado | Visitante | Estadio | Fecha           |         |
| -------------------- | --------- | --------- | ------- | --------------- | ------- |
| Everton              | 2 - 1     | Banfield  | Berisso | 14 de noviembre |         |
| Libre: Independiente |           |           |         |                 |         |

| Fecha 2         | Fecha 2   | Fecha 2   | Fecha 2 | Fecha 2         | Fecha 2 |
| Local           | Resultado | Visitante | Estadio | Fecha           |         |
| --------------- | --------- | --------- | ------- | --------------- | ------- |
| Independiente   | 1 - 2     | Everton   | Dolores | 21 de noviembre |         |
| Libre: Banfield |           |           |         |                 |         |

| Fecha 3        | Fecha 3   | Fecha 3       | Fecha 3       | Fecha 3         | Fecha 3 |
| Local          | Resultado | Visitante     | Estadio       | Fecha           |         |
| -------------- | --------- | ------------- | ------------- | --------------- | ------- |
| Banfield       | 5 - 1     | Independiente | Mar del Plata | 28 de noviembre |         |
| Libre: Everton |           |               |               |                 |         |

| Fecha 4              | Fecha 4   | Fecha 4   | Fecha 4       | Fecha 4        | Fecha 4 |
| Local                | Resultado | Visitante | Estadio       | Fecha          |         |
| -------------------- | --------- | --------- | ------------- | -------------- | ------- |
| Banfield             | 1 - 0     | Everton   | Mar del Plata | 5 de diciembre |         |
| Libre: Independiente |           |           |               |                |         |

| Fecha 5         | Fecha 5   | Fecha 5       | Fecha 5 | Fecha 5         | Fecha 5 |
| Local           | Resultado | Visitante     | Estadio | Fecha           |         |
| --------------- | --------- | ------------- | ------- | --------------- | ------- |
| Everton         | 3 - 0     | Independiente | Berisso | 12 de diciembre |         |
| Libre: Banfield |           |               |         |                 |         |

| Fecha 6        | Fecha 6   | Fecha 6   | Fecha 6 | Fecha 6         | Fecha 6 |
| Local          | Resultado | Visitante | Estadio | Fecha           |         |
| -------------- | --------- | --------- | ------- | --------------- | ------- |
| Independiente  | 0 - 4     | Banfield  | Dolores | 19 de diciembre |         |
| Libre: Everton |           |           |         |                 |         |

##### Zona C

###### Tabla de posiciones final
| Pos. | Equipo                      | Pts. | PJ | PG | PE | PP | GF | GC | Dif. |
| ---- | --------------------------- | ---- | -- | -- | -- | -- | -- | -- | ---- |
| 01.º | Defensores (Salto)          | 7    | 4  | 2  | 1  | 1  | 7  | 3  | 4    |
| 02.º | Independiente (Chivilcoy)   | 7    | 4  | 2  | 1  | 1  | 4  | 3  | 1    |
| 03.º | 9 de Julio (Nueve de Julio) | 3    | 4  | 1  | 0  | 3  | 2  | 7  | −5   |

|  | Clasificado a la 2.ª ronda |

| 1. |

###### Resultados
| Fecha 1           | Fecha 1   | Fecha 1    | Fecha 1   | Fecha 1         | Fecha 1 |
| Local             | Resultado | Visitante  | Estadio   | Fecha           |         |
| ----------------- | --------- | ---------- | --------- | --------------- | ------- |
| Independiente     | 2 - 0     | 9 de Julio | Chivilcoy | 14 de noviembre |         |
| Libre: Defensores |           |            |           |                 |         |

| Fecha 2           | Fecha 2   | Fecha 2       | Fecha 2 | Fecha 2         | Fecha 2 |
| Local             | Resultado | Visitante     | Estadio | Fecha           |         |
| ----------------- | --------- | ------------- | ------- | --------------- | ------- |
| Defensores        | 2 - 0     | Independiente | Salto   | 21 de noviembre |         |
| Libre: 9 de Julio |           |               |         |                 |         |

| Fecha 3              | Fecha 3   | Fecha 3    | Fecha 3        | Fecha 3         | Fecha 3 |
| Local                | Resultado | Visitante  | Estadio        | Fecha           |         |
| -------------------- | --------- | ---------- | -------------- | --------------- | ------- |
| 9 de Julio           | 1 - 0     | Defensores | Nueve de Julio | 28 de noviembre |         |
| Libre: Independiente |           |            |                |                 |         |

| Fecha 4           | Fecha 4   | Fecha 4       | Fecha 4        | Fecha 4        | Fecha 4 |
| Local             | Resultado | Visitante     | Estadio        | Fecha          |         |
| ----------------- | --------- | ------------- | -------------- | -------------- | ------- |
| 9 de Julio        | 0 - 1     | Independiente | Nueve de Julio | 5 de diciembre |         |
| Libre: Defensores |           |               |                |                |         |

| Fecha 5           | Fecha 5   | Fecha 5    | Fecha 5   | Fecha 5         | Fecha 5 |
| Local             | Resultado | Visitante  | Estadio   | Fecha           |         |
| ----------------- | --------- | ---------- | --------- | --------------- | ------- |
| Independiente     | 1 - 1     | Defensores | Chivilcoy | 12 de diciembre |         |
| Libre: 9 de Julio |           |            |           |                 |         |

| Fecha 6              | Fecha 6   | Fecha 6    | Fecha 6 | Fecha 6         | Fecha 6 |
| Local                | Resultado | Visitante  | Estadio | Fecha           |         |
| -------------------- | --------- | ---------- | ------- | --------------- | ------- |
| Defensores           | 4 - 1     | 9 de Julio | Salto   | 19 de diciembre |         |
| Libre: Independiente |           |            |         |                 |         |

##### Zona D

###### Tabla de posiciones final
| Pos. | Equipo                                 | Pts. | PJ | PG | PE | PP | GF | GC | Dif. |
| ---- | -------------------------------------- | ---- | -- | -- | -- | -- | -- | -- | ---- |
| 01.º | Gimnasia y Esgrima (Pergamino)         | 8    | 4  | 2  | 2  | 0  | 9  | 6  | 3    |
| 02.º | Defensores de Belgrano (Villa Ramallo) | 7    | 4  | 2  | 1  | 1  | 12 | 6  | 6    |
| 03.º | Buenos Aires al Pacífico (Junín)       | 1    | 4  | 0  | 1  | 3  | 5  | 14 | −9   |

|  | Clasificado a la 2.ª ronda |

###### Resultados
| Fecha 1                         | Fecha 1   | Fecha 1                | Fecha 1   | Fecha 1         | Fecha 1 |
| Local                           | Resultado | Visitante              | Estadio   | Fecha           |         |
| ------------------------------- | --------- | ---------------------- | --------- | --------------- | ------- |
| Gimnasia y Esgrima              | 2 - 1     | Defensores de Belgrano | Pergamino | 14 de noviembre |         |
| Libre: Buenos Aires al Pacífico |           |                        |           |                 |         |

| Fecha 2                       | Fecha 2   | Fecha 2            | Fecha 2 | Fecha 2         | Fecha 2 |
| Local                         | Resultado | Visitante          | Estadio | Fecha           |         |
| ----------------------------- | --------- | ------------------ | ------- | --------------- | ------- |
| Buenos Aires al Pacífico      | 0 - 2     | Gimnasia y Esgrima | Junín   | 21 de noviembre |         |
| Libre: Defensores de Belgrano |           |                    |         |                 |         |

| Fecha 3                   | Fecha 3   | Fecha 3                  | Fecha 3       | Fecha 3         | Fecha 3 |
| Local                     | Resultado | Visitante                | Estadio       | Fecha           |         |
| ------------------------- | --------- | ------------------------ | ------------- | --------------- | ------- |
| Defensores de Belgrano    | 6 - 2     | Buenos Aires al Pacífico | Villa Ramallo | 28 de noviembre |         |
| Libre: Gimnasia y Esgrima |           |                          |               |                 |         |

| Fecha 4                         | Fecha 4   | Fecha 4            | Fecha 4       | Fecha 4        | Fecha 4 |
| Local                           | Resultado | Visitante          | Estadio       | Fecha          |         |
| ------------------------------- | --------- | ------------------ | ------------- | -------------- | ------- |
| Defensores de Belgrano          | 2 - 2     | Gimnasia y Esgrima | Villa Ramallo | 5 de diciembre |         |
| Libre: Buenos Aires al Pacífico |           |                    |               |                |         |

| Fecha 5                       | Fecha 5   | Fecha 5                  | Fecha 5   | Fecha 5         | Fecha 5 |
| Local                         | Resultado | Visitante                | Estadio   | Fecha           |         |
| ----------------------------- | --------- | ------------------------ | --------- | --------------- | ------- |
| Gimnasia y Esgrima            | 3 - 3     | Buenos Aires al Pacífico | Pergamino | 12 de diciembre |         |
| Libre: Defensores de Belgrano |           |                          |           |                 |         |

| Fecha 6                   | Fecha 6   | Fecha 6                | Fecha 6 | Fecha 6         | Fecha 6 |
| Local                     | Resultado | Visitante              | Estadio | Fecha           |         |
| ------------------------- | --------- | ---------------------- | ------- | --------------- | ------- |
| Buenos Aires al Pacífico  | 0 - 3     | Defensores de Belgrano | Junín   | 19 de diciembre |         |
| Libre: Gimnasia y Esgrima |           |                        |         |                 |         |

|  |

### Región Litoral

#### Primera etapa

##### Zona 1

###### Tabla de posiciones final
| Pos. | Equipo                   | Pts. | PJ | PG | PE | PP | GF | GC | Dif. |
| ---- | ------------------------ | ---- | -- | -- | -- | -- | -- | -- | ---- |
| 01.º | 1.º de Mayo (Formosa)    | 8    | 4  | 2  | 2  | 0  | 5  | 3  | 2    |
| 02.º | San Lorenzo (Palma Sola) | 7    | 4  | 2  | 1  | 1  | 10 | 3  | 7    |
| 03.º | 19 de Marzo (Pirané)     | 1    | 4  | 0  | 1  | 3  | 5  | 14 | −9   |

|  | Clasificado a la 2.ª etapa Región litoral |

###### Resultados
| Fecha 1             | Fecha 1   | Fecha 1     | Fecha 1 | Fecha 1      | Fecha 1 |
| Local               | Resultado | Visitante   | Estadio | Fecha        |         |
| ------------------- | --------- | ----------- | ------- | ------------ | ------- |
| 1º de Mayo          | 1 - 0     | San Lorenzo | Formosa | 3 de octubre |         |
| Libre : 19 de Marzo |           |             |         |              |         |

| Fecha 2             | Fecha 2   | Fecha 2    | Fecha 2 | Fecha 2       | Fecha 2 |
| Local               | Resultado | Visitante  | Estadio | Fecha         |         |
| ------------------- | --------- | ---------- | ------- | ------------- | ------- |
| 19 de Marzo         | 1 - 2     | 1º de Mayo | Pirané  | 10 de octubre |         |
| Libre : San Lorenzo |           |            |         |               |         |

| Fecha 3             | Fecha 3   | Fecha 3     | Fecha 3  | Fecha 3       | Fecha 3 |
| Local               | Resultado | Visitante   | Estadio  | Fecha         |         |
| ------------------- | --------- | ----------- | -------- | ------------- | ------- |
| San Lorenzo         | 5 - 1     | 19 de Marzo | Clorinda | 17 de octubre |         |
| Libre : 1.º de Mayo |           |             |          |               |         |

| Fecha 4             | Fecha 4   | Fecha 4     | Fecha 4  | Fecha 4       | Fecha 4 |
| Local               | Resultado | Visitante   | Estadio  | Fecha         |         |
| ------------------- | --------- | ----------- | -------- | ------------- | ------- |
| San Lorenzo         | 0 - 0     | 1.º de Mayo | Clorinda | 31 de octubre |         |
| Libre : 19 de Marzo |           |             |          |               |         |

| Fecha 5             | Fecha 5   | Fecha 5     | Fecha 5 | Fecha 5        | Fecha 5 |
| Local               | Resultado | Visitante   | Estadio | Fecha          |         |
| ------------------- | --------- | ----------- | ------- | -------------- | ------- |
| 1.º de Mayo         | 2 - 2     | 19 de Marzo | Formosa | 3 de noviembre |         |
| Libre : San Lorenzo |           |             |         |                |         |

| Fecha 6             | Fecha 6   | Fecha 6     | Fecha 6 | Fecha 6        | Fecha 6 |
| Local               | Resultado | Visitante   | Estadio | Fecha          |         |
| ------------------- | --------- | ----------- | ------- | -------------- | ------- |
| 19 de Marzo         | 1 - 5     | San Lorenzo | Pirané  | 7 de noviembre |         |
| Libre : 1.º de Mayo |           |             |         |                |         |

##### Zona 2

###### Tabla de posiciones final
| Pos. | Equipo                                | Pts. | PJ | PG | PE | PP | GF | GC | Dif. |
| ---- | ------------------------------------- | ---- | -- | -- | -- | -- | -- | -- | ---- |
| 01.º | Sarmiento (Resistencia)               | 12   | 4  | 4  | 0  | 0  | 11 | 5  | 6    |
| 02.º | Quilmes (Corrientes)                  | 6    | 4  | 2  | 0  | 2  | 8  | 6  | 2    |
| 03.º | Barrio Sarmiento (Juan José Castelli) | 6    | 4  | 2  | 0  | 2  | 5  | 13 | −8   |

|  | Clasificado a la 2.ª etapa Región litoral |

| 1. |

###### Resultados
| Fecha 1         | Fecha 1   | Fecha 1          | Fecha 1     | Fecha 1      | Fecha 1 |
| Local           | Resultado | Visitante        | Estadio     | Fecha        |         |
| --------------- | --------- | ---------------- | ----------- | ------------ | ------- |
| Sarmiento       | 2 - 1     | Barrio Sarmiento | Resistencia | 3 de octubre |         |
| Libre : Quilmes |           |                  |             |              |         |

| Fecha 2                  | Fecha 2   | Fecha 2   | Fecha 2    | Fecha 2       | Fecha 2 |
| Local                    | Resultado | Visitante | Estadio    | Fecha         |         |
| ------------------------ | --------- | --------- | ---------- | ------------- | ------- |
| Quilmes                  | 1 - 2     | Sarmiento | Corrientes | 10 de octubre |         |
| Libre : Barrio Sarmiento |           |           |            |               |         |

| Fecha 3           | Fecha 3   | Fecha 3   | Fecha 3    | Fecha 3       | Fecha 3 |
| Local             | Resultado | Visitante | Estadio    | Fecha         |         |
| ----------------- | --------- | --------- | ---------- | ------------- | ------- |
| Barrio Sarmiento  | 2 - 1     | Quilmes   | Sáenz Peña | 17 de octubre |         |
| Libre : Sarmiento |           |           |            |               |         |

| Fecha 4          | Fecha 4   | Fecha 4   | Fecha 4    | Fecha 4       | Fecha 4 |
| Local            | Resultado | Visitante | Estadio    | Fecha         |         |
| ---------------- | --------- | --------- | ---------- | ------------- | ------- |
| Barrio Sarmiento | 2 - 5     | Sarmiento | Sáenz Peña | 31 de octubre |         |
| Libre : Quilmes  |           |           |            |               |         |

| Fecha 5                  | Fecha 5   | Fecha 5   | Fecha 5     | Fecha 5        | Fecha 5 |
| Local                    | Resultado | Visitante | Estadio     | Fecha          |         |
| ------------------------ | --------- | --------- | ----------- | -------------- | ------- |
| Sarmiento                | 2 - 1     | Quilmes   | Resistencia | 3 de noviembre |         |
| Libre : Barrio Sarmiento |           |           |             |                |         |

| Fecha 6           | Fecha 6   | Fecha 6          | Fecha 6    | Fecha 6        | Fecha 6 |
| Local             | Resultado | Visitante        | Estadio    | Fecha          |         |
| ----------------- | --------- | ---------------- | ---------- | -------------- | ------- |
| Quilmes           | 5 - 0     | Barrio Sarmiento | Corrientes | 7 de noviembre |         |
| Libre : Sarmiento |           |                  |            |                |         |

|  |

##### Zona 3

###### Tabla de posiciones final
| Pos. | Equipo                         | Pts. | PJ | PG | PE | PP | GF | GC | Dif. |
| ---- | ------------------------------ | ---- | -- | -- | -- | -- | -- | -- | ---- |
| 01.º | Tigre (Santo Pipó)             | 7    | 4  | 2  | 1  | 1  | 5  | 4  | 1    |
| 02.º | Tuyutí (Apóstoles)             | 5    | 4  | 1  | 2  | 1  | 7  | 7  | 0    |
| 03.º | Ex Alumnos Escuela 185 (Oberá) | 4    | 4  | 1  | 1  | 2  | 4  | 5  | −1   |

|  | Clasificado a la 2.ª etapa Región litoral |

###### Resultados
| Fecha 1       | Fecha 1   | Fecha 1   | Fecha 1 | Fecha 1      | Fecha 1 |
| Local         | Resultado | Visitante | Estadio | Fecha        |         |
| ------------- | --------- | --------- | ------- | ------------ | ------- |
| Ex Alumnos    | 2 - 1     | Tuyutí    | Oberá   | 3 de octubre |         |
| Libre : Tigre |           |           |         |              |         |

| Fecha 2        | Fecha 2   | Fecha 2   | Fecha 2 | Fecha 2       | Fecha 2 |
| Local          | Resultado | Visitante | Estadio | Fecha         |         |
| -------------- | --------- | --------- | ------- | ------------- | ------- |
| Tigre          | 1 - 0     | Exalumnos | Posadas | 10 de octubre |         |
| Libre : Tuyutí |           |           |         |               |         |

| Fecha 3           | Fecha 3   | Fecha 3   | Fecha 3   | Fecha 3       | Fecha 3 |
| Local             | Resultado | Visitante | Estadio   | Fecha         |         |
| ----------------- | --------- | --------- | --------- | ------------- | ------- |
| Tuyutí            | 2 - 2     | Tigre     | Apóstoles | 17 de octubre |         |
| Libre : Exalumnos |           |           |           |               |         |

| Fecha 4       | Fecha 4   | Fecha 4   | Fecha 4   | Fecha 4       | Fecha 4 |
| Local         | Resultado | Visitante | Estadio   | Fecha         |         |
| ------------- | --------- | --------- | --------- | ------------- | ------- |
| Tuyutí        | 2 - 2     | Exalumnos | Apóstoles | 31 de octubre |         |
| Libre : Tigre |           |           |           |               |         |

| Fecha 5        | Fecha 5   | Fecha 5   | Fecha 5 | Fecha 5        | Fecha 5 |
| Local          | Resultado | Visitante | Estadio | Fecha          |         |
| -------------- | --------- | --------- | ------- | -------------- | ------- |
| Exalumnos      | 0 - 1     | Tigre     | Oberá   | 3 de noviembre |         |
| Libre : Tuyutí |           |           |         |                |         |

| Fecha 6           | Fecha 6   | Fecha 6   | Fecha 6 | Fecha 6        | Fecha 6 |
| Local             | Resultado | Visitante | Estadio | Fecha          |         |
| ----------------- | --------- | --------- | ------- | -------------- | ------- |
| Tigre             | 1 - 2     | Tuyutí    | Posadas | 7 de noviembre |         |
| Libre : Exalumnos |           |           |         |                |         |

|  |

##### Zona 4

###### Tabla de posiciones final
| Pos. | Equipo                           | Pts. | PJ | PG | PE | PP | GF | GC | Dif. |
| ---- | -------------------------------- | ---- | -- | -- | -- | -- | -- | -- | ---- |
| 01.º | Santa Rosa (Chajarí)             | 8    | 4  | 2  | 2  | 0  | 9  | 3  | 6    |
| 02.º | Benjamín Matienzo (Goya)         | 8    | 4  | 2  | 2  | 0  | 7  | 4  | 3    |
| 03.º | Hilantex Noreste (Monte Caseros) | 0    | 4  | 0  | 0  | 4  | 5  | 14 | −9   |

|  | Clasificado a la 2.ª etapa Región litoral |

###### Resultados
| Fecha 1                  | Fecha 1   | Fecha 1    | Fecha 1 | Fecha 1      | Fecha 1 |
| Local                    | Resultado | Visitante  | Estadio | Fecha        |         |
| ------------------------ | --------- | ---------- | ------- | ------------ | ------- |
| Benjamín Matienzo        | 1 - 1     | Santa Rosa | Goya    | 3 de octubre |         |
| Libre : Hilantex Noreste |           |            |         |              |         |

| Fecha 2            | Fecha 2   | Fecha 2           | Fecha 2       | Fecha 2       | Fecha 2 |
| Local              | Resultado | Visitante         | Estadio       | Fecha         |         |
| ------------------ | --------- | ----------------- | ------------- | ------------- | ------- |
| Hilantex Noreste   | 3 - 4     | Benjamín Matienzo | Monte Caseros | 10 de octubre |         |
| Libre : Santa Rosa |           |                   |               |               |         |

| Fecha 3                   | Fecha 3   | Fecha 3          | Fecha 3 | Fecha 3       | Fecha 3 |
| Local                     | Resultado | Visitante        | Estadio | Fecha         |         |
| ------------------------- | --------- | ---------------- | ------- | ------------- | ------- |
| Santa Rosa                | 7 - 2     | Hilantex Noreste | Chajarí | 17 de octubre |         |
| Libre : Benjamín Matienzo |           |                  |         |               |         |

| Fecha 4                  | Fecha 4   | Fecha 4           | Fecha 4 | Fecha 4       | Fecha 4 |
| Local                    | Resultado | Visitante         | Estadio | Fecha         |         |
| ------------------------ | --------- | ----------------- | ------- | ------------- | ------- |
| Santa Rosa               | 0 - 0     | Benjamín Matienzo | Chajarí | 31 de octubre |         |
| Libre : Hilantex Noreste |           |                   |         |               |         |

| Fecha 5           | Fecha 5   | Fecha 5          | Fecha 5 | Fecha 5        | Fecha 5 |
| Local             | Resultado | Visitante        | Estadio | Fecha          |         |
| ----------------- | --------- | ---------------- | ------- | -------------- | ------- |
| Benjamín Matienzo | 2 - 0     | Hilantex Noreste | Goya    | 3 de noviembre |         |
| Libre : Goya      |           |                  |         |                |         |

| Fecha 6               | Fecha 6   | Fecha 6    | Fecha 6       | Fecha 6        | Fecha 6 |
| Local                 | Resultado | Visitante  | Estadio       | Fecha          |         |
| --------------------- | --------- | ---------- | ------------- | -------------- | ------- |
| Hilantex Noreste      | 0 - 1     | Santa Rosa | Monte Caseros | 7 de noviembre |         |
| Libre : Monte Caseros |           |            |               |                |         |

|  |

##### Zona 5

###### Tabla de posiciones final
| Pos. | Equipo                           | Pts. | PJ | PG | PE | PP | GF | GC | Dif. |
| ---- | -------------------------------- | ---- | -- | -- | -- | -- | -- | -- | ---- |
| 01.º | Victoria (Concordia)             | 9    | 4  | 3  | 0  | 1  | 7  | 1  | 6    |
| 02.º | Almagro (Concepción del Uruguay) | 4    | 4  | 1  | 1  | 2  | 3  | 4  | −1   |
| 03.º | Las Flores (Federal)             | 4    | 4  | 1  | 1  | 2  | 2  | 7  | −5   |

|  | Clasificado a la 2.ª etapa Región litoral |

| 1. |

###### Resultados
| Fecha 1            | Fecha 1   | Fecha 1   | Fecha 1   | Fecha 1      | Fecha 1 |
| Local              | Resultado | Visitante | Estadio   | Fecha        |         |
| ------------------ | --------- | --------- | --------- | ------------ | ------- |
| Victoria           | 2 - 0     | Almagro   | Concordia | 3 de octubre |         |
| Libre : Las Flores |           |           |           |              |         |

| Fecha 2         | Fecha 2   | Fecha 2   | Fecha 2 | Fecha 2       | Fecha 2 |
| Local           | Resultado | Visitante | Estadio | Fecha         |         |
| --------------- | --------- | --------- | ------- | ------------- | ------- |
| Las Flores      | 1 - 0     | Victoria  | Federal | 10 de octubre |         |
| Libre : Almagro |           |           |         |               |         |

| Fecha 3          | Fecha 3   | Fecha 3    | Fecha 3                | Fecha 3       | Fecha 3 |
| Local            | Resultado | Visitante  | Estadio                | Fecha         |         |
| ---------------- | --------- | ---------- | ---------------------- | ------------- | ------- |
| Almagro          | 2 - 0     | Las Flores | Concepción del Uruguay | 17 de octubre |         |
| Libre : Victoria |           |            |                        |               |         |

| Fecha 4            | Fecha 4   | Fecha 4   | Fecha 4                | Fecha 4       | Fecha 4 |
| Local              | Resultado | Visitante | Estadio                | Fecha         |         |
| ------------------ | --------- | --------- | ---------------------- | ------------- | ------- |
| Almagro            | 0 - 1     | Victoria  | Concepción del Uruguay | 31 de octubre |         |
| Libre : Las Flores |           |           |                        |               |         |

| Fecha 5         | Fecha 5   | Fecha 5    | Fecha 5   | Fecha 5        | Fecha 5 |
| Local           | Resultado | Visitante  | Estadio   | Fecha          |         |
| --------------- | --------- | ---------- | --------- | -------------- | ------- |
| Victoria        | 4 - 0     | Las Flores | Concordia | 3 de noviembre |         |
| Libre : Almagro |           |            |           |                |         |

| Fecha 6          | Fecha 6   | Fecha 6   | Fecha 6 | Fecha 6        | Fecha 6 |
| Local            | Resultado | Visitante | Estadio | Fecha          |         |
| ---------------- | --------- | --------- | ------- | -------------- | ------- |
| Las Flores       | 1 - 1     | Almagro   | Federal | 7 de noviembre |         |
| Libre : Victoria |           |           |         |                |         |

|  |

##### Zona 6

###### Tabla de posiciones final
| Pos. | Equipo                      | Pts. | PJ | PG | PE | PP | GF | GC | Dif. |
| ---- | --------------------------- | ---- | -- | -- | -- | -- | -- | -- | ---- |
| 01.º | Sportivo Urquiza (Paraná)   | 9    | 4  | 3  | 0  | 1  | 6  | 2  | 4    |
| 02.º | Central Larroque (Larroque) | 7    | 4  | 2  | 1  | 1  | 11 | 7  | 4    |
| 03.º | Viale FBC (Viale)           | 1    | 4  | 0  | 1  | 3  | 7  | 15 | −8   |

|  | Clasificado a la 2.ª etapa Región litoral |

###### Resultados
| Fecha 1           | Fecha 1   | Fecha 1          | Fecha 1 | Fecha 1      | Fecha 1 |
| Local             | Resultado | Visitante        | Estadio | Fecha        |         |
| ----------------- | --------- | ---------------- | ------- | ------------ | ------- |
| Sportivo Urquiza  | 0 - 1     | Central Larroque | Paraná  | 3 de octubre |         |
| Libre : Viale FBC |           |                  |         |              |         |

| Fecha 2                  | Fecha 2   | Fecha 2          | Fecha 2 | Fecha 2       | Fecha 2 |
| Local                    | Resultado | Visitante        | Estadio | Fecha         |         |
| ------------------------ | --------- | ---------------- | ------- | ------------- | ------- |
| Viale FBC                | 0 - 1     | Sportivo Urquiza | Viale   | 10 de octubre |         |
| Libre : Central Larroque |           |                  |         |               |         |

| Fecha 3                  | Fecha 3   | Fecha 3   | Fecha 3  | Fecha 3       | Fecha 3 |
| Local                    | Resultado | Visitante | Estadio  | Fecha         |         |
| ------------------------ | --------- | --------- | -------- | ------------- | ------- |
| Central Larroque         | 4 - 0     | Viale FBC | Larroque | 17 de octubre |         |
| Libre : Sportivo Urquiza |           |           |          |               |         |

| Fecha 4           | Fecha 4   | Fecha 4          | Fecha 4  | Fecha 4       | Fecha 4 |
| Local             | Resultado | Visitante        | Estadio  | Fecha         |         |
| ----------------- | --------- | ---------------- | -------- | ------------- | ------- |
| Central Larroque  | 0 - 1     | Sportivo Urquiza | Larroque | 31 de octubre |         |
| Libre : Viale FBC |           |                  |          |               |         |

| Fecha 5                  | Fecha 5   | Fecha 5   | Fecha 5 | Fecha 5        | Fecha 5 |
| Local                    | Resultado | Visitante | Estadio | Fecha          |         |
| ------------------------ | --------- | --------- | ------- | -------------- | ------- |
| Sportivo Urquiza         | 4 - 1     | Viale FBC | Paraná  | 3 de noviembre |         |
| Libre : Central Larroque |           |           |         |                |         |

| Fecha 6                  | Fecha 6   | Fecha 6          | Fecha 6 | Fecha 6        | Fecha 6 |
| Local                    | Resultado | Visitante        | Estadio | Fecha          |         |
| ------------------------ | --------- | ---------------- | ------- | -------------- | ------- |
| Viale FBC                | 6 - 6     | Central Larroque | Viale   | 7 de noviembre |         |
| Libre : Sportivo Urquiza |           |                  |         |                |         |

|  |

##### Zona 7

###### Tabla de posiciones final
| Pos. | Equipo                        | Pts. | PJ | PG | PE | PP | GF | GC | Dif. |
| ---- | ----------------------------- | ---- | -- | -- | -- | -- | -- | -- | ---- |
| 01.º | 9 de Julio (Rafaela)          | 10   | 4  | 3  | 1  | 0  | 13 | 6  | 7    |
| 02.º | Ocampo Fábrica (Villa Ocampo) | 4    | 4  | 1  | 1  | 2  | 7  | 8  | −1   |
| 03.º | Sportivo Guadalupe (Santa Fe) | 3    | 4  | 1  | 0  | 3  | 5  | 11 | −6   |

|  | Clasificado a la 2.ª etapa Región litoral |

###### Resultados
| Fecha 1           | Fecha 1   | Fecha 1    | Fecha 1      | Fecha 1      | Fecha 1 |
| Local             | Resultado | Visitante  | Estadio      | Fecha        |         |
| ----------------- | --------- | ---------- | ------------ | ------------ | ------- |
| Ocampo Fábrica    | 1 - 2     | 9 de Julio | Villa Ocampo | 3 de octubre |         |
| Libre : Guadalupe |           |            |              |              |         |

| Fecha 2            | Fecha 2   | Fecha 2        | Fecha 2  | Fecha 2       | Fecha 2 |
| Local              | Resultado | Visitante      | Estadio  | Fecha         |         |
| ------------------ | --------- | -------------- | -------- | ------------- | ------- |
| Guadalupe          | 2 - 1     | Ocampo Fábrica | Santa Fe | 10 de octubre |         |
| Libre : 9 de Julio |           |                |          |               |         |

| Fecha 3                | Fecha 3   | Fecha 3   | Fecha 3 | Fecha 3       | Fecha 3 |
| Local                  | Resultado | Visitante | Estadio | Fecha         |         |
| ---------------------- | --------- | --------- | ------- | ------------- | ------- |
| 9 de Julio             | 5 - 1     | Guadalupe | Rafaela | 17 de octubre |         |
| Libre : Ocampo Fábrica |           |           |         |               |         |

| Fecha 4           | Fecha 4   | Fecha 4        | Fecha 4 | Fecha 4       | Fecha 4 |
| Local             | Resultado | Visitante      | Estadio | Fecha         |         |
| ----------------- | --------- | -------------- | ------- | ------------- | ------- |
| 9 de Julio        | 3 - 3     | Ocampo Fábrica | Rafaela | 31 de octubre |         |
| Libre : Guadalupe |           |                |         |               |         |

| Fecha 5            | Fecha 5   | Fecha 5   | Fecha 5      | Fecha 5        | Fecha 5 |
| Local              | Resultado | Visitante | Estadio      | Fecha          |         |
| ------------------ | --------- | --------- | ------------ | -------------- | ------- |
| Ocampo Fábrica     | 2 - 1     | Guadalupe | Villa Ocampo | 3 de noviembre |         |
| Libre : 9 de Julio |           |           |              |                |         |

| Fecha 6                | Fecha 6   | Fecha 6    | Fecha 6  | Fecha 6        | Fecha 6 |
| Local                  | Resultado | Visitante  | Estadio  | Fecha          |         |
| ---------------------- | --------- | ---------- | -------- | -------------- | ------- |
| Guadalupe              | 1 - 3     | 9 de Julio | Santa Fe | 7 de noviembre |         |
| Libre : Ocampo Fábrica |           |            |          |                |         |

|  |

##### Zona 8

###### Tabla de posiciones final
| Pos. | Equipo                                | Pts. | PJ | PG | PE | PP | GF | GC | Dif. |
| ---- | ------------------------------------- | ---- | -- | -- | -- | -- | -- | -- | ---- |
| 01.º | Atlético Carcarañá (Carcarañá)        | 9    | 4  | 3  | 0  | 1  | 11 | 5  | 6    |
| 02.º | Deportivo Italiano (San Genaro Norte) | 7    | 4  | 2  | 1  | 1  | 10 | 10 | 0    |
| 03.º | Botafogo (Granadero Baigorria)        | 1    | 4  | 0  | 1  | 3  | 3  | 12 | −9   |

|  | Clasificado a la 2.ª etapa Región litoral |

###### Resultados
| Fecha 1           | Fecha 1   | Fecha 1   | Fecha 1 | Fecha 1      | Fecha 1 |
| Local             | Resultado | Visitante | Estadio | Fecha        |         |
| ----------------- | --------- | --------- | ------- | ------------ | ------- |
| Botafogo          | 1 - 3     | Italiano  | Rosario | 3 de octubre |         |
| Libre : Carcarañá |           |           |         |              |         |

| Fecha 2          | Fecha 2   | Fecha 2   | Fecha 2         | Fecha 2       | Fecha 2 |
| Local            | Resultado | Visitante | Estadio         | Fecha         |         |
| ---------------- | --------- | --------- | --------------- | ------------- | ------- |
| Carcarañá        | 4 - 1     | Botafogo  | Cañada de Gómez | 10 de octubre |         |
| Libre : Italiano |           |           |                 |               |         |

| Fecha 3          | Fecha 3   | Fecha 3   | Fecha 3 | Fecha 3       | Fecha 3 |
| Local            | Resultado | Visitante | Estadio | Fecha         |         |
| ---------------- | --------- | --------- | ------- | ------------- | ------- |
| Italiano         | 2 - 1     | Carcarañá | Totoras | 17 de octubre |         |
| Libre : Botafogo |           |           |         |               |         |

| Fecha 4           | Fecha 4   | Fecha 4   | Fecha 4 | Fecha 4       | Fecha 4 |
| Local             | Resultado | Visitante | Estadio | Fecha         |         |
| ----------------- | --------- | --------- | ------- | ------------- | ------- |
| Italiano          | 3 - 3     | Botafogo  | Totoras | 31 de octubre |         |
| Libre : Carcarañá |           |           |         |               |         |

| Fecha 5          | Fecha 5   | Fecha 5   | Fecha 5 | Fecha 5        | Fecha 5 |
| Local            | Resultado | Visitante | Estadio | Fecha          |         |
| ---------------- | --------- | --------- | ------- | -------------- | ------- |
| Botafogo         | 0 - 1     | Carcarañá | Rosario | 3 de noviembre |         |
| Libre : Italiano |           |           |         |                |         |

| Fecha 6          | Fecha 6   | Fecha 6   | Fecha 6         | Fecha 6        | Fecha 6 |
| Local            | Resultado | Visitante | Estadio         | Fecha          |         |
| ---------------- | --------- | --------- | --------------- | -------------- | ------- |
| Carcarañá        | 5 - 2     | Italiano  | Cañada de Gómez | 7 de noviembre |         |
| Libre : Botafogo |           |           |                 |                |         |

|  |

#### Segunda etapa

##### Zona A

###### Tabla de posiciones final
| Pos. | Equipo                   | Pts. | PJ | PG | PE | PP | GF | GC | Dif. |
| ---- | ------------------------ | ---- | -- | -- | -- | -- | -- | -- | ---- |
| 01.º | 1.º de Mayo (Formosa)    | 10   | 6  | 3  | 1  | 2  | 10 | 6  | 4    |
| 02.º | Sarmiento (Resistencia)  | 9    | 6  | 2  | 3  | 1  | 8  | 10 | −2   |
| 03.º | Quilmes (Corrientes)     | 5    | 5  | 1  | 2  | 2  | 7  | 8  | −1   |
| 04.º | San Lorenzo (Palma Sola) | 5    | 5  | 1  | 2  | 2  | 5  | 6  | −1   |

|  | Clasificado a la 2.ª ronda |

|  |

###### Resultados
| Fecha 1    | Fecha 1   | Fecha 1     | Fecha 1     | Fecha 1         | Fecha 1 |
| Local      | Resultado | Visitante   | Estadio     | Fecha           |         |
| ---------- | --------- | ----------- | ----------- | --------------- | ------- |
| 1º de Mayo | 2 - 1     | Quilmes     | Formosa     | 14 de noviembre |         |
| Sarmiento  | 1 - 1     | San Lorenzo | Resistencia | 14 de noviembre |         |

| Fecha 2     | Fecha 2   | Fecha 2     | Fecha 2    | Fecha 2         | Fecha 2 |
| Local       | Resultado | Visitante   | Estadio    | Fecha           |         |
| ----------- | --------- | ----------- | ---------- | --------------- | ------- |
| San Lorenzo | 1 - 0     | 1.º de Mayo | Clorinda   | 21 de noviembre |         |
| Quilmes     | 1 - 1     | Sarmiento   | Corrientes | 21 de noviembre |         |

| Fecha 3     | Fecha 3   | Fecha 3   | Fecha 3  | Fecha 3         | Fecha 3 |
| Local       | Resultado | Visitante | Estadio  | Fecha           |         |
| ----------- | --------- | --------- | -------- | --------------- | ------- |
| 1º de Mayo  | 4 - 0     | Sarmiento | Formosa  | 28 de noviembre |         |
| San Lorenzo | 0 - 0     | Quilmes   | Clorinda | 28 de noviembre |         |

| Fecha 4     | Fecha 4   | Fecha 4     | Fecha 4    | Fecha 4        | Fecha 4 |
| Local       | Resultado | Visitante   | Estadio    | Fecha          |         |
| ----------- | --------- | ----------- | ---------- | -------------- | ------- |
| Quilmes     | 3 - 2     | 1.º de Mayo | Corrientes | 5 de diciembre |         |
| San Lorenzo | 2 - 3     | Sarmiento   | Clorinda   | 5 de diciembre |         |

| Fecha 5    | Fecha 5   | Fecha 5     | Fecha 5     | Fecha 5         | Fecha 5 |
| Local      | Resultado | Visitante   | Estadio     | Fecha           |         |
| ---------- | --------- | ----------- | ----------- | --------------- | ------- |
| 1º de Mayo | 2 - 1     | San Lorenzo | Formosa     | 12 de diciembre |         |
| Sarmiento  | 3 - 2     | Quilmes     | Resistencia | 12 de diciembre |         |

| Fecha 6   | Fecha 6   | Fecha 6     | Fecha 6     | Fecha 6         | Fecha 6 |
| Local     | Resultado | Visitante   | Estadio     | Fecha           |         |
| --------- | --------- | ----------- | ----------- | --------------- | ------- |
| Sarmiento | 0 - 0     | 1.º de Mayo | Resistencia | 19 de diciembre |         |
| Quilmes   | [ n. 1 ]  | San Lorenzo | Corrientes  | 19 de diciembre |         |

| 1. |

##### Zona B

###### Tabla de posiciones final
| Pos. | Equipo                   | Pts. | PJ | PG | PE | PP | GF | GC | Dif. |
| ---- | ------------------------ | ---- | -- | -- | -- | -- | -- | -- | ---- |
| 01.º | Tigre (Santo Pipó)       | 18   | 6  | 6  | 0  | 0  | 16 | 6  | 10   |
| 02.º | Santa Rosa (Chajarí)     | 9    | 6  | 3  | 0  | 3  | 8  | 7  | 1    |
| 03.º | Benjamín Matienzo (Goya) | 4    | 6  | 1  | 1  | 4  | 8  | 12 | −4   |
| 04.º | Tuyutí (Apóstoles)       | 4    | 6  | 1  | 1  | 4  | 6  | 13 | −7   |

|  | Clasificado a la 2.ª ronda |

|  |

###### Resultados
| Fecha 1           | Fecha 1   | Fecha 1   | Fecha 1 | Fecha 1         | Fecha 1 |
| Local             | Resultado | Visitante | Estadio | Fecha           |         |
| ----------------- | --------- | --------- | ------- | --------------- | ------- |
| Santa Rosa        | 1 - 3     | Tigre     | Chajarí | 14 de noviembre |         |
| Benjamín Matienzo | 4 - 2     | Tuyutí    | Goya    | 14 de noviembre |         |

| Fecha 2 | Fecha 2   | Fecha 2           | Fecha 2    | Fecha 2         | Fecha 2 |
| Local   | Resultado | Visitante         | Estadio    | Fecha           |         |
| ------- | --------- | ----------------- | ---------- | --------------- | ------- |
| Tuyutí  | 2 - 0     | Santa Rosa        | Apóstoles  | 21 de noviembre |         |
| Tigre   | 3 - 2     | Benjamín Matienzo | Santo Pipó | 21 de noviembre |         |

| Fecha 3    | Fecha 3   | Fecha 3           | Fecha 3   | Fecha 3         | Fecha 3 |
| Local      | Resultado | Visitante         | Estadio   | Fecha           |         |
| ---------- | --------- | ----------------- | --------- | --------------- | ------- |
| Santa Rosa | 1 - 0     | Benjamín Matienzo | Chajarí   | 28 de noviembre |         |
| Tuyutí     | 0 - 2     | Tigre             | Apóstoles | 28 de noviembre |         |

| Fecha 4 | Fecha 4   | Fecha 4           | Fecha 4    | Fecha 4        | Fecha 4 |
| Local   | Resultado | Visitante         | Estadio    | Fecha          |         |
| ------- | --------- | ----------------- | ---------- | -------------- | ------- |
| Tigre   | 2 - 1     | Santa Rosa        | Santo Pipó | 5 de diciembre |         |
| Tuyutí  | 1 - 1     | Benjamín Matienzo | Apóstoles  | 5 de diciembre |         |

| Fecha 5           | Fecha 5   | Fecha 5   | Fecha 5 | Fecha 5         | Fecha 5 |
| Local             | Resultado | Visitante | Estadio | Fecha           |         |
| ----------------- | --------- | --------- | ------- | --------------- | ------- |
| Santa Rosa        | 2 - 0     | Tuyutí    | Chajarí | 12 de diciembre |         |
| Benjamín Matienzo | 1 - 2     | Tigre     | Goya    | 12 de diciembre |         |

| Fecha 6           | Fecha 6   | Fecha 6    | Fecha 6    | Fecha 6         | Fecha 6 |
| Local             | Resultado | Visitante  | Estadio    | Fecha           |         |
| ----------------- | --------- | ---------- | ---------- | --------------- | ------- |
| Benjamín Matienzo | 0 - 3     | Santa Rosa | Goya       | 19 de diciembre |         |
| Tigre             | 4 - 1     | Tuyutí     | Santo Pipó | 19 de diciembre |         |

##### Zona C

###### Tabla de posiciones final
| Pos. | Equipo                           | Pts. | PJ | PG | PE | PP | GF | GC | Dif. |
| ---- | -------------------------------- | ---- | -- | -- | -- | -- | -- | -- | ---- |
| 01.º | Victoria (Concordia)             | 14   | 6  | 4  | 2  | 0  | 10 | 2  | 8    |
| 02.º | Sportivo Urquiza (Paraná)        | 12   | 6  | 4  | 0  | 2  | 13 | 2  | 11   |
| 03.º | Central Larroque (Larroque)      | 8    | 6  | 2  | 2  | 2  | 6  | 7  | −1   |
| 04.º | Almagro (Concepción del Uruguay) | 0    | 6  | 0  | 0  | 6  | 3  | 21 | −18  |

|  | Clasificado a la 2.ª ronda |

|  |

###### Resultados
| Fecha 1          | Fecha 1   | Fecha 1          | Fecha 1                | Fecha 1         | Fecha 1 |
| Local            | Resultado | Visitante        | Estadio                | Fecha           |         |
| ---------------- | --------- | ---------------- | ---------------------- | --------------- | ------- |
| Almagro          | 1 - 4     | Victoria         | Concepción del Uruguay | 14 de noviembre |         |
| Sportivo Urquiza | 2 - 0     | Central Larroque | Paraná                 | 14 de noviembre |         |

| Fecha 2          | Fecha 2   | Fecha 2          | Fecha 2      | Fecha 2         | Fecha 2 |
| Local            | Resultado | Visitante        | Estadio      | Fecha           |         |
| ---------------- | --------- | ---------------- | ------------ | --------------- | ------- |
| Central Larroque | 3 - 2     | Almagro          | Gualeguaychú | 21 de noviembre |         |
| Victoria         | 1 - 0     | Sportivo Urquiza | Concordia    | 21 de noviembre |         |

| Fecha 3          | Fecha 3   | Fecha 3          | Fecha 3                | Fecha 3         | Fecha 3 |
| Local            | Resultado | Visitante        | Estadio                | Fecha           |         |
| ---------------- | --------- | ---------------- | ---------------------- | --------------- | ------- |
| Almagro          | 0 - 4     | Sportivo Urquiza | Concepción del Uruguay | 28 de noviembre |         |
| Central Larroque | 1 - 1     | Victoria         | Gualeguaychú           | 28 de noviembre |         |

| Fecha 4          | Fecha 4   | Fecha 4          | Fecha 4      | Fecha 4        | Fecha 4 |
| Local            | Resultado | Visitante        | Estadio      | Fecha          |         |
| ---------------- | --------- | ---------------- | ------------ | -------------- | ------- |
| Victoria         | 3 - 0     | Almagro          | Concordia    | 5 de diciembre |         |
| Central Larroque | 0 - 2     | Sportivo Urquiza | Gualeguaychú | 5 de diciembre |         |

| Fecha 5          | Fecha 5   | Fecha 5          | Fecha 5                | Fecha 5         | Fecha 5 |
| Local            | Resultado | Visitante        | Estadio                | Fecha           |         |
| ---------------- | --------- | ---------------- | ---------------------- | --------------- | ------- |
| Almagro          | 0 - 2     | Central Larroque | Concepción del Uruguay | 12 de diciembre |         |
| Sportivo Urquiza | 0 - 1     | Victoria         | Paraná                 | 12 de diciembre |         |

| Fecha 6          | Fecha 6   | Fecha 6          | Fecha 6   | Fecha 6         | Fecha 6 |
| Local            | Resultado | Visitante        | Estadio   | Fecha           |         |
| ---------------- | --------- | ---------------- | --------- | --------------- | ------- |
| Sportivo Urquiza | 5 - 0     | Almagro          | Paraná    | 19 de diciembre |         |
| Victoria         | 0 - 0     | Central Larroque | Concordia | 19 de diciembre |         |

##### Zona D

###### Tabla de posiciones final
| Pos. | Equipo                         | Pts. | PJ | PG | PE | PP | GF | GC | Dif. |
| ---- | ------------------------------ | ---- | -- | -- | -- | -- | -- | -- | ---- |
| 01.º | Ocampo Fábrica (Villa Ocampo)  | 13   | 6  | 4  | 1  | 1  | 12 | 11 | 1    |
| 02.º | 9 de Julio (Rafaela)           | 13   | 6  | 4  | 1  | 1  | 12 | 3  | 9    |
| 03.º | Atlético Carcarañá (Carcarañá) | 6    | 6  | 1  | 3  | 2  | 12 | 8  | 4    |
| 04.º | Italiano (San Genaro Norte)    | 1    | 6  | 0  | 1  | 5  | 6  | 20 | −14  |

|  | Clasificado a la 2.ª ronda |

|  |

###### Resultados
| Fecha 1    | Fecha 1   | Fecha 1            | Fecha 1 | Fecha 1         | Fecha 1 |
| Local      | Resultado | Visitante          | Estadio | Fecha           |         |
| ---------- | --------- | ------------------ | ------- | --------------- | ------- |
| Italiano   | 1 - 3     | Ocampo Fábrica     | Totoras | 14 de noviembre |         |
| 9 de Julio | 1 - 0     | Atlético Carcarañá | Rafaela | 14 de noviembre |         |

| Fecha 2            | Fecha 2   | Fecha 2    | Fecha 2         | Fecha 2         | Fecha 2 |
| Local              | Resultado | Visitante  | Estadio         | Fecha           |         |
| ------------------ | --------- | ---------- | --------------- | --------------- | ------- |
| Atlético Carcarañá | 7 - 1     | Italiano   | Cañada de Gómez | 21 de noviembre |         |
| Ocampo Fábrica     | 2 - 1     | 9 de Julio | Villa Ocampo    | 21 de noviembre |         |

| Fecha 3            | Fecha 3   | Fecha 3        | Fecha 3         | Fecha 3         | Fecha 3 |
| Local              | Resultado | Visitante      | Estadio         | Fecha           |         |
| ------------------ | --------- | -------------- | --------------- | --------------- | ------- |
| Italiano           | 0 - 1     | 9 de Julio     | Totoras         | 28 de noviembre |         |
| Atlético Carcarañá | 1 - 1     | Ocampo Fábrica | Cañada de Gómez | 28 de noviembre |         |

| Fecha 4            | Fecha 4   | Fecha 4    | Fecha 4         | Fecha 4        | Fecha 4 |
| Local              | Resultado | Visitante  | Estadio         | Fecha          |         |
| ------------------ | --------- | ---------- | --------------- | -------------- | ------- |
| Ocampo Fábrica     | 4 - 2     | Italiano   | Villa Ocampo    | 5 de diciembre |         |
| Atlético Carcarañá | 1 - 1     | 9 de Julio | Cañada de Gómez | 5 de diciembre |         |

| Fecha 5    | Fecha 5   | Fecha 5            | Fecha 5 | Fecha 5         | Fecha 5 |
| Local      | Resultado | Visitante          | Estadio | Fecha           |         |
| ---------- | --------- | ------------------ | ------- | --------------- | ------- |
| Italiano   | 2 - 2     | Atlético Carcarañá | Totoras | 12 de diciembre |         |
| 9 de Julio | 5 - 0     | Ocampo Fábrica     | Rafaela | 12 de diciembre |         |

| Fecha 6        | Fecha 6   | Fecha 6            | Fecha 6      | Fecha 6         | Fecha 6 |
| Local          | Resultado | Visitante          | Estadio      | Fecha           |         |
| -------------- | --------- | ------------------ | ------------ | --------------- | ------- |
| 9 de Julio     | 3 - 0     | Italiano           | Rafaela      | 19 de diciembre |         |
| Ocampo Fábrica | 2 - 1     | Atlético Carcarañá | Villa Ocampo | 19 de diciembre |         |

### Región Norte

#### Primera etapa

##### Zona 1

###### Tabla de posiciones final
| Pos. | Equipo                                           | Pts. | PJ | PG | PE | PP | GF | GC | Dif. |
| ---- | ------------------------------------------------ | ---- | -- | -- | -- | -- | -- | -- | ---- |
| 01.º | Herminio Arrieta (Libertador General San Martín) | 12   | 4  | 4  | 0  | 0  | 6  | 1  | 5    |
| 02.º | YPF (Joaquín V. González)                        | 2    | 4  | 0  | 2  | 2  | 2  | 5  | −3   |
| 03.º | Sportivo General Güemes (Tartagal)               | 2    | 4  | 0  | 2  | 2  | 4  | 4  | 0    |

|  | Clasificado a la 2.ª etapa Región norte |

| 1. |

###### Resultados
| Fecha 1                         | Fecha 1   | Fecha 1   | Fecha 1                       | Fecha 1      | Fecha 1 |
| Local                           | Resultado | Visitante | Estadio                       | Fecha        |         |
| ------------------------------- | --------- | --------- | ----------------------------- | ------------ | ------- |
| Herminio Arrieta                | 2 - 0     | YPF       | Libertador General San Martín | 3 de octubre |         |
| Libre : Sportivo General Güemes |           |           |                               |              |         |

| Fecha 2                 | Fecha 2   | Fecha 2          | Fecha 2  | Fecha 2       | Fecha 2 |
| Local                   | Resultado | Visitante        | Estadio  | Fecha         |         |
| ----------------------- | --------- | ---------------- | -------- | ------------- | ------- |
| Sportivo General Güemes | 0 - 1     | Herminio Arrieta | Tartagal | 10 de octubre |         |
| Libre : YPF             |           |                  |          |               |         |

| Fecha 3                  | Fecha 3   | Fecha 3                 | Fecha 3             | Fecha 3       | Fecha 3 |
| Local                    | Resultado | Visitante               | Estadio             | Fecha         |         |
| ------------------------ | --------- | ----------------------- | ------------------- | ------------- | ------- |
| YPF                      | 1 - 1     | Sportivo General Güemes | Joaquín V. González | 17 de octubre |         |
| Libre : Herminio Arrieta |           |                         |                     |               |         |

| Fecha 4                         | Fecha 4   | Fecha 4          | Fecha 4             | Fecha 4       | Fecha 4 |
| Local                           | Resultado | Visitante        | Estadio             | Fecha         |         |
| ------------------------------- | --------- | ---------------- | ------------------- | ------------- | ------- |
| YPF                             | 0 - 1     | Herminio Arrieta | Joaquín V. González | 31 de octubre |         |
| Libre : Sportivo General Güemes |           |                  |                     |               |         |

| Fecha 5          | Fecha 5   | Fecha 5                 | Fecha 5                       | Fecha 5        | Fecha 5 |
| Local            | Resultado | Visitante               | Estadio                       | Fecha          |         |
| ---------------- | --------- | ----------------------- | ----------------------------- | -------------- | ------- |
| Herminio Arrieta | 2 - 1     | Sportivo General Güemes | Libertador General San Martín | 3 de noviembre |         |
| Libre : YPF      |           |                         |                               |                |         |

| Fecha 6                  | Fecha 6   | Fecha 6   | Fecha 6  | Fecha 6        | Fecha 6 |
| Local                    | Resultado | Visitante | Estadio  | Fecha          |         |
| ------------------------ | --------- | --------- | -------- | -------------- | ------- |
| Sportivo General Güemes  | 1 - 1     | YPF       | Tartagal | 7 de noviembre |         |
| Libre : Herminio Arrieta |           |           |          |                |         |

##### Zona 2

###### Tabla de posiciones final
| Pos. | Equipo                                   | Pts. | PJ | PG | PE | PP | GF | GC | Dif. |
| ---- | ---------------------------------------- | ---- | -- | -- | -- | -- | -- | -- | ---- |
| 01.º | San José (San José de Metán)             | 11   | 6  | 3  | 2  | 1  | 12 | 8  | 4    |
| 02.º | Vialidad (Rosario de la Frontera)        | 11   | 6  | 3  | 2  | 1  | 9  | 6  | 3    |
| 03.º | Belgrano (General Güemes)                | 6    | 6  | 1  | 3  | 2  | 9  | 11 | −2   |
| 03.º | Atlético Gorriti (San Salvador de Jujuy) | 4    | 6  | 1  | 1  | 4  | 7  | 12 | −5   |

|  | Clasificado a la 2.ª etapa Región norte |

###### Resultados
| Fecha 1          | Fecha 1   | Fecha 1   | Fecha 1               | Fecha 1      | Fecha 1 |
| Local            | Resultado | Visitante | Estadio               | Fecha        |         |
| ---------------- | --------- | --------- | --------------------- | ------------ | ------- |
| Atlético Gorriti | 0 - 3     | San José  | San Salvador de Jujuy | 3 de octubre |         |
| Belgrano         | 1 - 1     | Vialidad  | General Güemes        |              |         |

| Fecha 2  | Fecha 2   | Fecha 2          | Fecha 2                | Fecha 2       | Fecha 2 |
| Local    | Resultado | Visitante        | Estadio                | Fecha         |         |
| -------- | --------- | ---------------- | ---------------------- | ------------- | ------- |
| Vialidad | 1 - 0     | Atlético Gorriti | Rosario de la Frontera | 10 de octubre |         |
| San José | 1 - 1     | Belgrano         | San José de Metán      | 10 de octubre |         |

| Fecha 3          | Fecha 3   | Fecha 3   | Fecha 3                | Fecha 3       | Fecha 3 |
| Local            | Resultado | Visitante | Estadio                | Fecha         |         |
| ---------------- | --------- | --------- | ---------------------- | ------------- | ------- |
| Atlético Gorriti | 2 - 1     | Belgrano  | San Salvador de Jujuy  | 17 de octubre |         |
| Vialidad         | 3 - 3     | San José  | Rosario de la Frontera | 17 de octubre |         |

| Fecha 4  | Fecha 4   | Fecha 4          | Fecha 4                | Fecha 4       | Fecha 4 |
| Local    | Resultado | Visitante        | Estadio                | Fecha         |         |
| -------- | --------- | ---------------- | ---------------------- | ------------- | ------- |
| San José | 2 - 1     | Atlético Gorriti | San José de Metán      | 31 de octubre |         |
| Vialidad | 2 - 0     | Belgrano         | Rosario de la Frontera | 31 de octubre |         |

| Fecha 5          | Fecha 5   | Fecha 5   | Fecha 5               | Fecha 5        | Fecha 5 |
| Local            | Resultado | Visitante | Estadio               | Fecha          |         |
| ---------------- | --------- | --------- | --------------------- | -------------- | ------- |
| Atlético Gorriti | 1 - 2     | Vialidad  | San Salvador de Jujuy | 3 de noviembre |         |
| Belgrano         | 3 - 2     | San José  | General Güemes        | 3 de noviembre |         |

| Fecha 6  | Fecha 6   | Fecha 6          | Fecha 6           | Fecha 6        | Fecha 6 |
| Local    | Resultado | Visitante        | Estadio           | Fecha          |         |
| -------- | --------- | ---------------- | ----------------- | -------------- | ------- |
| Belgrano | 3 - 3     | Atlético Gorriti | General Güemes    | 7 de noviembre |         |
| San José | 1 - 0     | Vialidad         | San José de Metán | 7 de noviembre |         |

##### Zona 3

###### Tabla de posiciones final
| Pos. | Equipo                         | Pts. | PJ | PG | PE | PP | GF | GC | Dif. |
| ---- | ------------------------------ | ---- | -- | -- | -- | -- | -- | -- | ---- |
| 01.º | Central Norte (Santo Domingo)  | 14   | 6  | 4  | 2  | 0  | 13 | 8  | 5    |
| 02.º | Argentinos del Norte (Salta)   | 10   | 6  | 3  | 1  | 2  | 12 | 8  | 4    |
| 03.º | Libertad (San Carlos)          | 6    | 6  | 1  | 3  | 2  | 8  | 9  | −1   |
| 04.º | Sportivo El Carril (El Carril) | 3    | 6  | 1  | 0  | 5  | 5  | 14 | −9   |

|  | Clasificado a la 2.ª etapa Región norte |

###### Resultados
| Fecha 1              | Fecha 1   | Fecha 1            | Fecha 1  | Fecha 1      | Fecha 1 |
| Local                | Resultado | Visitante          | Estadio  | Fecha        |         |
| -------------------- | --------- | ------------------ | -------- | ------------ | ------- |
| Libertad             | 1 - 1     | Central Norte      | Cafayate | 3 de octubre |         |
| Argentinos del Norte | 5 - 1     | Sportivo El Carril | Salta    | 3 de octubre |         |

| Fecha 2            | Fecha 2   | Fecha 2              | Fecha 2   | Fecha 2       | Fecha 2 |
| Local              | Resultado | Visitante            | Estadio   | Fecha         |         |
| ------------------ | --------- | -------------------- | --------- | ------------- | ------- |
| Sportivo El Carril | 1 - 2     | Libertad             | Cerrillos | 10 de octubre |         |
| Central Norte      | 1 - 0     | Argentinos del Norte | El Carmen | 10 de octubre |         |

| Fecha 3            | Fecha 3   | Fecha 3              | Fecha 3   | Fecha 3       | Fecha 3 |
| Local              | Resultado | Visitante            | Estadio   | Fecha         |         |
| ------------------ | --------- | -------------------- | --------- | ------------- | ------- |
| Libertad           | 1 - 1     | Argentinos del Norte | Cafayate  | 17 de octubre |         |
| Sportivo El Carril | 1 - 2     | Central Norte        | Cerrillos | 17 de octubre |         |

| Fecha 4            | Fecha 4   | Fecha 4              | Fecha 4   | Fecha 4       | Fecha 4 |
| Local              | Resultado | Visitante            | Estadio   | Fecha         |         |
| ------------------ | --------- | -------------------- | --------- | ------------- | ------- |
| Central Norte      | 3 - 3     | Libertad             | El Carmen | 31 de octubre |         |
| Sportivo El Carril | 0 - 2     | Argentinos del Norte | Cerrillos | 31 de octubre |         |

| Fecha 5              | Fecha 5   | Fecha 5            | Fecha 5  | Fecha 5        | Fecha 5 |
| Local                | Resultado | Visitante          | Estadio  | Fecha          |         |
| -------------------- | --------- | ------------------ | -------- | -------------- | ------- |
| Libertad             | 0 - 1     | Sportivo El Carril | Cafayate | 3 de noviembre |         |
| Argentinos del Norte | 2 - 3     | Central Norte      | Salta    | 3 de noviembre |         |

| Fecha 6              | Fecha 6   | Fecha 6            | Fecha 6   | Fecha 6        | Fecha 6 |
| Local                | Resultado | Visitante          | Estadio   | Fecha          |         |
| -------------------- | --------- | ------------------ | --------- | -------------- | ------- |
| Argentinos del Norte | 2 - 1     | Libertad           | Salta     | 7 de noviembre |         |
| Central Norte        | 3 - 1     | Sportivo El Carril | El Carmen | 7 de noviembre |         |

#### Segunda etapa

##### Zona A

###### Tabla de posiciones final
| Pos. | Equipo                                           | Pts. | PJ | PG | PE | PP | GF | GC | Dif. |
| ---- | ------------------------------------------------ | ---- | -- | -- | -- | -- | -- | -- | ---- |
| 01.º | Herminio Arrieta (Libertador General San Martín) | 10   | 4  | 3  | 1  | 0  | 8  | 5  | 3    |
| 02.º | YPF (Joaquín V. González)                        | 7    | 4  | 2  | 1  | 1  | 9  | 6  | 3    |
| 03.º | San José (San José de Metán)                     | 0    | 4  | 0  | 0  | 4  | 3  | 10 | −7   |

|  | Clasificado a la 2.ª ronda |
|  | Clasificado al repechaje   |

###### Resultados
| Fecha 1    | Fecha 1   | Fecha 1          | Fecha 1           | Fecha 1         | Fecha 1 |
| Local      | Resultado | Visitante        | Estadio           | Fecha           |         |
| ---------- | --------- | ---------------- | ----------------- | --------------- | ------- |
| San José   | 0 - 1     | Herminio Arrieta | San José de Metán | 14 de noviembre |         |
| Libre: YPF |           |                  |                   |                 |         |

| Fecha 2                 | Fecha 2   | Fecha 2   | Fecha 2             | Fecha 2         | Fecha 2 |
| Local                   | Resultado | Visitante | Estadio             | Fecha           |         |
| ----------------------- | --------- | --------- | ------------------- | --------------- | ------- |
| YPF                     | 3 - 2     | San José  | Joaquín V. González | 21 de noviembre |         |
| Libre: Herminio Arrieta |           |           |                     |                 |         |

| Fecha 3          | Fecha 3   | Fecha 3   | Fecha 3                       | Fecha 3         | Fecha 3 |
| Local            | Resultado | Visitante | Estadio                       | Fecha           |         |
| ---------------- | --------- | --------- | ----------------------------- | --------------- | ------- |
| Herminio Arrieta | 2 - 1     | YFP       | Libertador General San Martín | 28 de noviembre |         |
| Libre: San José  |           |           |                               |                 |         |

| Fecha 4          | Fecha 4   | Fecha 4   | Fecha 4                       | Fecha 4        | Fecha 4 |
| Local            | Resultado | Visitante | Estadio                       | Fecha          |         |
| ---------------- | --------- | --------- | ----------------------------- | -------------- | ------- |
| Herminio Arrieta | 3 - 1     | San José  | Libertador General San Martín | 5 de diciembre |         |
| Libre: YPF       |           |           |                               |                |         |

| Fecha 5                 | Fecha 5   | Fecha 5   | Fecha 5           | Fecha 5         | Fecha 5 |
| Local                   | Resultado | Visitante | Estadio           | Fecha           |         |
| ----------------------- | --------- | --------- | ----------------- | --------------- | ------- |
| San José                | 0 - 3     | YPF       | San José de Metán | 12 de diciembre |         |
| Libre: Herminio Arrieta |           |           |                   |                 |         |

| Fecha 6         | Fecha 6   | Fecha 6          | Fecha 6             | Fecha 6         | Fecha 6 |
| Local           | Resultado | Visitante        | Estadio             | Fecha           |         |
| --------------- | --------- | ---------------- | ------------------- | --------------- | ------- |
| YPF             | 2 - 2     | Herminio Arrieta | Joaquín V. González | 19 de diciembre |         |
| Libre: San José |           |                  |                     |                 |         |

##### Zona B

###### Tabla de posiciones final
| Pos. | Equipo                            | Pts. | PJ | PG | PE | PP | GF | GC | Dif. |
| ---- | --------------------------------- | ---- | -- | -- | -- | -- | -- | -- | ---- |
| 01.º | Argentinos del Norte (Salta)      | 8    | 4  | 2  | 2  | 0  | 7  | 4  | 3    |
| 02.º | Vialidad (Rosario de la Frontera) | 7    | 4  | 2  | 1  | 1  | 5  | 4  | 1    |
| 03.º | Central Norte (Santo Domingo)     | 1    | 4  | 0  | 1  | 3  | 4  | 8  | −4   |

|  | Clasificado a la 2.ª ronda |
|  | Clasificado al repechaje   |

|  |

###### Resultados
| Fecha 1         | Fecha 1   | Fecha 1              | Fecha 1   | Fecha 1         | Fecha 1 |
| Local           | Resultado | Visitante            | Estadio   | Fecha           |         |
| --------------- | --------- | -------------------- | --------- | --------------- | ------- |
| Central Norte   | 1 - 1     | Argentinos del Norte | El Carmen | 14 de noviembre |         |
| Libre: Vialidad |           |                      |           |                 |         |

| Fecha 2                     | Fecha 2   | Fecha 2       | Fecha 2                | Fecha 2         | Fecha 2 |
| Local                       | Resultado | Visitante     | Estadio                | Fecha           |         |
| --------------------------- | --------- | ------------- | ---------------------- | --------------- | ------- |
| Vialidad                    | 3 - 1     | Central Norte | Rosario de la Frontera | 21 de noviembre |         |
| Libre: Argentinos del Norte |           |               |                        |                 |         |

| Fecha 3              | Fecha 3   | Fecha 3   | Fecha 3 | Fecha 3         | Fecha 3 |
| Local                | Resultado | Visitante | Estadio | Fecha           |         |
| -------------------- | --------- | --------- | ------- | --------------- | ------- |
| Argentinos del Norte | 1 - 1     | Vialidad  | Salta   | 28 de noviembre |         |
| Libre: Central Norte |           |           |         |                 |         |

| Fecha 4              | Fecha 4   | Fecha 4       | Fecha 4 | Fecha 4        | Fecha 4 |
| Local                | Resultado | Visitante     | Estadio | Fecha          |         |
| -------------------- | --------- | ------------- | ------- | -------------- | ------- |
| Argentinos del Norte | 3 - 2     | Central Norte | Salta   | 5 de diciembre |         |
| Libre: Vialidad      |           |               |         |                |         |

| Fecha 5                     | Fecha 5   | Fecha 5   | Fecha 5   | Fecha 5         | Fecha 5 |
| Local                       | Resultado | Visitante | Estadio   | Fecha           |         |
| --------------------------- | --------- | --------- | --------- | --------------- | ------- |
| Central Norte               | 0 - 1     | Vialidad  | El Carmen | 12 de diciembre |         |
| Libre: Argentinos del Norte |           |           |           |                 |         |

| Fecha 6              | Fecha 6   | Fecha 6              | Fecha 6                | Fecha 6         | Fecha 6 |
| Local                | Resultado | Visitante            | Estadio                | Fecha           |         |
| -------------------- | --------- | -------------------- | ---------------------- | --------------- | ------- |
| Vialidad             | 0 - 2     | Argentinos del Norte | Rosario de la Frontera | 19 de diciembre |         |
| Libre: Central Norte |           |                      |                        |                 |         |

##### Zona C

###### Tabla de posiciones final
| Pos. | Equipo                   | Pts. | PJ | PG | PE | PP | GF | GC | Dif. |
| ---- | ------------------------ | ---- | -- | -- | -- | -- | -- | -- | ---- |
| 01.º | Garmendia FC (Garmendia) | 2    | 2  | 0  | 2  | 0  | 4  | 4  | 0    |
| 02.º | Coinor (Frías)           | 2    | 2  | 0  | 2  | 0  | 4  | 4  | 0    |

|  | Clasificado a la 2.ª ronda |

| 1. |

###### Resultados
| Partido ida | Partido ida | Partido ida  | Partido ida | Partido ida    | Partido ida |
| Local       | Resultado   | Visitante    | Estadio     | Fecha          |             |
| ----------- | ----------- | ------------ | ----------- | -------------- | ----------- |
| Coinor      | 3 - 3       | Garmendia FC | Frías       | 5 de diciembre |             |

| Partido vuelta | Partido vuelta | Partido vuelta | Partido vuelta | Partido vuelta  | Partido vuelta |
| Local          | Resultado      | Visitante      | Estadio        | Fecha           |                |
| -------------- | -------------- | -------------- | -------------- | --------------- | -------------- |
| Garmendia FC   | 1(3) - 1(1)    | Coinor         | Garmendia      | 12 de diciembre |                |

##### Repechaje
| Equipo 1                          | Global      | Equipo 2                  |
| --------------------------------- | ----------- | ------------------------- |
| Vialidad (Rosario de la Frontera) | (4)2 - 2(1) | YPF (Joaquín V. González) |

|  | Clasificado a la 2.ª ronda |

###### Resultados
| Partido  | Partido     | Partido   | Partido | Partido         | Partido |
| Local    | Resultado   | Visitante | Estadio | Fecha           |         |
| -------- | ----------- | --------- | ------- | --------------- | ------- |
| Vialidad | 2(4) - 2(1) | YPF       | Salta   | 22 de diciembre |         |

| 1. |

### Región Sur

#### Zona 1

##### Tabla de posiciones final
| Pos. | Equipo                            | Pts. | PJ | PG | PE | PP | GF | GC | Dif. |
| ---- | --------------------------------- | ---- | -- | -- | -- | -- | -- | -- | ---- |
| 01.º | Costs Brava (General Pico)        | 12   | 4  | 4  | 0  | 0  | 14 | 2  | 12   |
| 02.º | Deportivo Beltrán (Luis Beltrán)  | 6    | 4  | 2  | 0  | 2  | 4  | 6  | −2   |
| 03.º | San Lorenzo (Carmen de Patagones) | 0    | 4  | 0  | 0  | 4  | 3  | 13 | −10  |

##### Resultados
| Fecha 1             | Fecha 1   | Fecha 1           | Fecha 1 | Fecha 1        | Fecha 1 |
| Local               | Resultado | Visitante         | Estadio | Fecha          |         |
| ------------------- | --------- | ----------------- | ------- | -------------- | ------- |
| San Lorenzo         | 0 - 2     | Deportivo Beltrán | Viedma  | 7 de noviembre |         |
| Libre : Costa Brava |           |                   |         |                |         |

| Fecha 2                   | Fecha 2   | Fecha 2     | Fecha 2      | Fecha 2         | Fecha 2 |
| Local                     | Resultado | Visitante   | Estadio      | Fecha           |         |
| ------------------------- | --------- | ----------- | ------------ | --------------- | ------- |
| Costa Brava               | 5 - 1     | San Lorenzo | General Pico | 14 de noviembre |         |
| Libre : Deportivo Beltrán |           |             |              |                 |         |

| Fecha 3             | Fecha 3   | Fecha 3     | Fecha 3      | Fecha 3         | Fecha 3 |
| Local               | Resultado | Visitante   | Estadio      | Fecha           |         |
| ------------------- | --------- | ----------- | ------------ | --------------- | ------- |
| Deportivo Beltrán   | 0 - 2     | Costa Brava | Luis Beltrán | 21 de noviembre |         |
| Libre : San Lorenzo |           |             |              |                 |         |

| Fecha 4             | Fecha 4   | Fecha 4     | Fecha 4      | Fecha 4         | Fecha 4 |
| Local               | Resultado | Visitante   | Estadio      | Fecha           |         |
| ------------------- | --------- | ----------- | ------------ | --------------- | ------- |
| Deportivo Beltrán   | 2 - 1     | San Lorenzo | Luis Beltrán | 28 de noviembre |         |
| Libre : Costa Brava |           |             |              |                 |         |

| Fecha 5                   | Fecha 5   | Fecha 5     | Fecha 5 | Fecha 5        | Fecha 5 |
| Local                     | Resultado | Visitante   | Estadio | Fecha          |         |
| ------------------------- | --------- | ----------- | ------- | -------------- | ------- |
| San Lorenzo               | 1 - 4     | Costa Brava | Viedma  | 5 de diciembre |         |
| Libre : Deportivo Beltrán |           |             |         |                |         |

| Fecha 6             | Fecha 6   | Fecha 6           | Fecha 6      | Fecha 6         | Fecha 6 |
| Local               | Resultado | Visitante         | Estadio      | Fecha           |         |
| ------------------- | --------- | ----------------- | ------------ | --------------- | ------- |
| Costa Brava         | 3 - 0     | Deportivo Beltrán | General Pico | 12 de diciembre |         |
| Libre : San Lorenzo |           |                   |              |                 |         |

#### Zona 2

##### Tabla de posiciones final
| Pos. | Equipo                           | Pts. | PJ | PG | PE | PP | GF | GC | Dif. |
| ---- | -------------------------------- | ---- | -- | -- | -- | -- | -- | -- | ---- |
| 01.º | Deportivo Dolavon (Dolavon)      | 8    | 4  | 2  | 2  | 0  | 7  | 2  | 5    |
| 02.º | Estrella del Sur (Caleta Olivia) | 5    | 4  | 1  | 2  | 1  | 4  | 4  | 0    |
| 03.º | San Martín (Esquel)              | 2    | 4  | 0  | 2  | 2  | 5  | 10 | −5   |

|  | Clasificado a la 2.ª ronda |

##### Resultados
| Fecha 1                   | Fecha 1   | Fecha 1          | Fecha 1 | Fecha 1        | Fecha 1 |
| Local                     | Resultado | Visitante        | Estadio | Fecha          |         |
| ------------------------- | --------- | ---------------- | ------- | -------------- | ------- |
| San Martín                | 2 - 3     | Estrella del Sur | Esquel  | 7 de noviembre |         |
| Libre : Deportivo Dolavon |           |                  |         |                |         |

| Fecha 2                  | Fecha 2   | Fecha 2    | Fecha 2 | Fecha 2         | Fecha 2 |
| Local                    | Resultado | Visitante  | Estadio | Fecha           |         |
| ------------------------ | --------- | ---------- | ------- | --------------- | ------- |
| Deportivo Dolavon        | 1 - 1     | San Martín | Trelew  | 14 de noviembre |         |
| Libre : Estrella del Sur |           |            |         |                 |         |

| Fecha 3            | Fecha 3   | Fecha 3           | Fecha 3       | Fecha 3         | Fecha 3 |
| Local              | Resultado | Visitante         | Estadio       | Fecha           |         |
| ------------------ | --------- | ----------------- | ------------- | --------------- | ------- |
| Estrella del Sur   | 0 - 0     | Deportivo Dolavon | Caleta Olivia | 21 de noviembre |         |
| Libre : San Martín |           |                   |               |                 |         |

| Fecha 4                   | Fecha 4   | Fecha 4    | Fecha 4       | Fecha 4         | Fecha 4 |
| Local                     | Resultado | Visitante  | Estadio       | Fecha           |         |
| ------------------------- | --------- | ---------- | ------------- | --------------- | ------- |
| Estrella del Sur          | 1 - 1     | San Martín | Caleta Olivia | 28 de noviembre |         |
| Libre : Deportivo Dolavon |           |            |               |                 |         |

| Fecha 5                  | Fecha 5   | Fecha 5           | Fecha 5 | Fecha 5        | Fecha 5 |
| Local                    | Resultado | Visitante         | Estadio | Fecha          |         |
| ------------------------ | --------- | ----------------- | ------- | -------------- | ------- |
| San Martín               | 1 - 5     | Deportivo Dolavon | Esquel  | 5 de diciembre |         |
| Libre : Estrella del Sur |           |                   |         |                |         |

| Fecha 6            | Fecha 6   | Fecha 6          | Fecha 6 | Fecha 6         | Fecha 6 |
| Local              | Resultado | Visitante        | Estadio | Fecha           |         |
| ------------------ | --------- | ---------------- | ------- | --------------- | ------- |
| Deportivo Dolavon  | 1 - 0     | Estrella del Sur | Trelew  | 12 de diciembre |         |
| Libre : San Martín |           |                  |         |                 |         |

#### Zona 3

##### Tabla de posiciones final
| Pos. | Equipo                              | Pts. | PJ | PG | PE | PP | GF | GC | Dif. |
| ---- | ----------------------------------- | ---- | -- | -- | -- | -- | -- | -- | ---- |
| 01.º | Atlético Santa Rosa (Santa Rosa)    | 12   | 6  | 3  | 3  | 0  | 13 | 5  | 8    |
| 02.º | Alianza (Cutral Có)                 | 11   | 6  | 3  | 2  | 1  | 12 | 7  | 5    |
| 03.º | Argentinos del Norte (General Roca) | 8    | 6  | 2  | 2  | 2  | 13 | 9  | 4    |
| 04.º | Martín Güemes (Bariloche)           | 1    | 6  | 0  | 1  | 5  | 5  | 21 | −16  |

|  | Clasificado a la 2.ª ronda |

##### Resultados
| Fecha 1             | Fecha 1   | Fecha 1              | Fecha 1    | Fecha 1        | Fecha 1 |
| Local               | Resultado | Visitante            | Estadio    | Fecha          |         |
| ------------------- | --------- | -------------------- | ---------- | -------------- | ------- |
| Alianza             | 3 - 2     | Argentinos del Norte | Cutral Có  | 7 de noviembre |         |
| Atlético Santa Rosa | 2 - 0     | Martín Güemes        | Santa Rosa | 7 de noviembre |         |

| Fecha 2              | Fecha 2   | Fecha 2             | Fecha 2      | Fecha 2         | Fecha 2 |
| Local                | Resultado | Visitante           | Estadio      | Fecha           |         |
| -------------------- | --------- | ------------------- | ------------ | --------------- | ------- |
| Martín Güemes        | 0 - 5     | Alianza             | Bariloche    | 14 de noviembre |         |
| Argentinos del Norte | 1 - 1     | Atlético Santa Rosa | General Roca | 14 de noviembre |         |

| Fecha 3       | Fecha 3   | Fecha 3              | Fecha 3   | Fecha 3         | Fecha 3 |
| Local         | Resultado | Visitante            | Estadio   | Fecha           |         |
| ------------- | --------- | -------------------- | --------- | --------------- | ------- |
| Alianza       | 1 - 1     | Atlético Santa Rosa  | Cutral Có | 21 de noviembre |         |
| Martín Güemes | 1 - 2     | Argentinos del Norte | Bariloche | 21 de noviembre |         |

| Fecha 4              | Fecha 4   | Fecha 4             | Fecha 4      | Fecha 4         | Fecha 4 |
| Local                | Resultado | Visitante           | Estadio      | Fecha           |         |
| -------------------- | --------- | ------------------- | ------------ | --------------- | ------- |
| Argentinos del Norte | 1 - 2     | Alianza             | General Roca | 28 de noviembre |         |
| Martín Güemes        | 2 - 6     | Atlético Santa Rosa | Bariloche    | 28 de noviembre |         |

| Fecha 5             | Fecha 5   | Fecha 5              | Fecha 5    | Fecha 5        | Fecha 5 |
| Local               | Resultado | Visitante            | Estadio    | Fecha          |         |
| ------------------- | --------- | -------------------- | ---------- | -------------- | ------- |
| Alianza             | 1 - 1     | Martín Güemes        | Cutral Có  | 5 de diciembre |         |
| Atlético Santa Rosa | 1 - 1     | Argentinos del Norte | Santa Rosa | 5 de diciembre |         |

| Fecha 6              | Fecha 6   | Fecha 6       | Fecha 6      | Fecha 6         | Fecha 6 |
| Local                | Resultado | Visitante     | Estadio      | Fecha           |         |
| -------------------- | --------- | ------------- | ------------ | --------------- | ------- |
| Atlético Santa Rosa  | 2 - 0     | Alianza       | Santa Rosa   | 12 de diciembre |         |
| Argentinos del Norte | 5 - 1     | Martín Güemes | General Roca | 12 de diciembre |         |

### Región Centro

#### Zona 1

##### Tabla de posiciones final
| Pos. | Equipo                            | Pts. | PJ | PG | PE | PP | GF | GC | Dif. |
| ---- | --------------------------------- | ---- | -- | -- | -- | -- | -- | -- | ---- |
| 01.º | Toro (Coronel Moldes)             | 9    | 4  | 3  | 0  | 1  | 7  | 4  | 3    |
| 02.º | Sportivo Belgrano (San Francisco) | 6    | 4  | 2  | 0  | 2  | 6  | 4  | 2    |
| 03.º | Leandro N. Alem (Villa María)     | 3    | 4  | 1  | 0  | 3  | 3  | 8  | −5   |

|  | Clasificado a la 2.ª ronda |

##### Resultados
| Fecha 1         | Fecha 1   | Fecha 1           | Fecha 1     | Fecha 1        | Fecha 1 |
| Local           | Resultado | Visitante         | Estadio     | Fecha          |         |
| --------------- | --------- | ----------------- | ----------- | -------------- | ------- |
| Leandro N. Alem | 1 - 0     | Sportivo Belgrano | Villa María | 7 de noviembre |         |
| Libre : Toro    |           |                   |             |                |         |

| Fecha 2                   | Fecha 2   | Fecha 2         | Fecha 2        | Fecha 2         | Fecha 2 |
| Local                     | Resultado | Visitante       | Estadio        | Fecha           |         |
| ------------------------- | --------- | --------------- | -------------- | --------------- | ------- |
| Toro                      | 2 - 1     | Leandro N. Alem | Coronel Moldes | 14 de noviembre |         |
| Libre : Sportivo Belgrano |           |                 |                |                 |         |

| Fecha 3                 | Fecha 3   | Fecha 3   | Fecha 3       | Fecha 3         | Fecha 3 |
| Local                   | Resultado | Visitante | Estadio       | Fecha           |         |
| ----------------------- | --------- | --------- | ------------- | --------------- | ------- |
| Sportivo Belgrano       | 1 - 3     | Toro      | San Francisco | 21 de noviembre |         |
| Libre : Leandro N. Alem |           |           |               |                 |         |

| Fecha 4           | Fecha 4   | Fecha 4         | Fecha 4       | Fecha 4         | Fecha 4 |
| Local             | Resultado | Visitante       | Estadio       | Fecha           |         |
| ----------------- | --------- | --------------- | ------------- | --------------- | ------- |
| Sportivo Belgrano | 4 - 0     | Leandro N. Alem | San Francisco | 28 de noviembre |         |
| Libre : Toro      |           |                 |               |                 |         |

| Fecha 5                   | Fecha 5   | Fecha 5   | Fecha 5     | Fecha 5        | Fecha 5 |
| Local                     | Resultado | Visitante | Estadio     | Fecha          |         |
| ------------------------- | --------- | --------- | ----------- | -------------- | ------- |
| Leandro N. Alem           | 1 - 2     | Toro      | Villa María | 5 de diciembre |         |
| Libre : Sportivo Belgrano |           |           |             |                |         |

| Fecha 6                 | Fecha 6   | Fecha 6           | Fecha 6        | Fecha 6         | Fecha 6 |
| Local                   | Resultado | Visitante         | Estadio        | Fecha           |         |
| ----------------------- | --------- | ----------------- | -------------- | --------------- | ------- |
| Toro                    | 0 - 1     | Sportivo Belgrano | Coronel Moldes | 12 de diciembre |         |
| Libre : Leandro N. Alem |           |                   |                |                 |         |

#### Zona 2

##### Tabla de posiciones final
| Pos. | Equipo                         | Pts. | PJ | PG | PE | PP | GF | GC | Dif. |
| ---- | ------------------------------ | ---- | -- | -- | -- | -- | -- | -- | ---- |
| 01.º | Américo Tesorieri (La Rioja)   | 9    | 6  | 2  | 3  | 1  | 9  | 8  | 1    |
| 02.º | Newell's Old Boys (Chilecito)  | 9    | 6  | 3  | 0  | 3  | 13 | 13 | 0    |
| 03.º | San Luis (Belén)               | 8    | 6  | 2  | 2  | 2  | 11 | 8  | 3    |
| 04.º | Coronel Daza (Banda de Varela) | 6    | 6  | 1  | 3  | 2  | 7  | 10 | −3   |

|  | Clasificado a la 2.ª ronda |

##### Resultados
| Fecha 1           | Fecha 1   | Fecha 1           | Fecha 1   | Fecha 1        | Fecha 1 |
| Local             | Resultado | Visitante         | Estadio   | Fecha          |         |
| ----------------- | --------- | ----------------- | --------- | -------------- | ------- |
| Newell's Old Boys | 1 - 2     | Américo Tesorieri | Chilecito | 7 de noviembre |         |
| San Luis          | 1 - 1     | Coronel Daza      | Belén     | 7 de noviembre |         |

| Fecha 2           | Fecha 2   | Fecha 2           | Fecha 2     | Fecha 2         | Fecha 2 |
| Local             | Resultado | Visitante         | Estadio     | Fecha           |         |
| ----------------- | --------- | ----------------- | ----------- | --------------- | ------- |
| Coronel Daza      | 2 - 5     | Newell's Old Boys | Valle Viejo | 14 de noviembre |         |
| Américo Tesorieri | 2 - 1     | San Luis          | La Rioja    | 14 de noviembre |         |

| Fecha 3           | Fecha 3   | Fecha 3           | Fecha 3     | Fecha 3         | Fecha 3 |
| Local             | Resultado | Visitante         | Estadio     | Fecha           |         |
| ----------------- | --------- | ----------------- | ----------- | --------------- | ------- |
| Newell's Old Boys | 0 - 3     | San Luis          | Chilecito   | 21 de noviembre |         |
| Coronel Daza      | 1 - 1     | Américo Tesorieri | Valle Viejo | 21 de noviembre |         |

| Fecha 4           | Fecha 4   | Fecha 4           | Fecha 4     | Fecha 4         | Fecha 4 |
| Local             | Resultado | Visitante         | Estadio     | Fecha           |         |
| ----------------- | --------- | ----------------- | ----------- | --------------- | ------- |
| Américo Tesorieri | 2 - 3     | Newell's Old Boys | La Rioja    | 28 de noviembre |         |
| Coronel Daza      | 2 - 0     | San Luis          | Valle Viejo | 28 de noviembre |         |

| Fecha 5           | Fecha 5   | Fecha 5           | Fecha 5   | Fecha 5        | Fecha 5 |
| Local             | Resultado | Visitante         | Estadio   | Fecha          |         |
| ----------------- | --------- | ----------------- | --------- | -------------- | ------- |
| Newell's Old Boys | 2 - 0     | Coronel Daza      | Chilecito | 5 de diciembre |         |
| San Luis          | 1 - 1     | Américo Tesorieri | Belén     | 5 de diciembre |         |

| Fecha 6           | Fecha 6   | Fecha 6           | Fecha 6  | Fecha 6         | Fecha 6 |
| Local             | Resultado | Visitante         | Estadio  | Fecha           |         |
| ----------------- | --------- | ----------------- | -------- | --------------- | ------- |
| San Luis          | 5 - 2     | Newell's Old Boys | Belén    | 12 de diciembre |         |
| Américo Tesorieri | 1 - 1     | Coronel Daza      | La Rioja | 12 de diciembre |         |

### Región Cuyo

#### Zona 1

##### Tabla de posiciones final
| Pos. | Equipo                         | Pts. | PJ | PG | PE | PP | GF | GC | Dif. |
| ---- | ------------------------------ | ---- | -- | -- | -- | -- | -- | -- | ---- |
| 01.º | Pringles (San Luis)            | 9    | 4  | 3  | 0  | 1  | 7  | 5  | 2    |
| 02.º | Pacífico (General Alvear)      | 4    | 4  | 1  | 1  | 2  | 4  | 5  | −1   |
| 03.º | Jorge Newbery (Villa Mercedes) | 4    | 4  | 1  | 1  | 2  | 2  | 3  | −1   |

|  | Clasificado a la 2.ª ronda |

| 1. |

##### Resultados
| Fecha 1          | Fecha 1   | Fecha 1   | Fecha 1        | Fecha 1         | Fecha 1 |
| Local            | Resultado | Visitante | Estadio        | Fecha           |         |
| ---------------- | --------- | --------- | -------------- | --------------- | ------- |
| Jorge Newbery    | 1 - 0     | Pringles  | Villa Mercedes | 14 de noviembre |         |
| Libre : Pacífico |           |           |                |                 |         |

| Fecha 2          | Fecha 2   | Fecha 2       | Fecha 2        | Fecha 2         | Fecha 2 |
| Local            | Resultado | Visitante     | Estadio        | Fecha           |         |
| ---------------- | --------- | ------------- | -------------- | --------------- | ------- |
| Pacífico         | 1 - 0     | Jorge Newbery | Villa Mercedes | 21 de noviembre |         |
| Libre : Pringles |           |               |                |                 |         |

| Fecha 3               | Fecha 3   | Fecha 3   | Fecha 3  | Fecha 3         | Fecha 3 |
| Local                 | Resultado | Visitante | Estadio  | Fecha           |         |
| --------------------- | --------- | --------- | -------- | --------------- | ------- |
| Pringles              | 3 - 2     | Pacífico  | San Luis | 28 de noviembre |         |
| Libre : Jorge Newbery |           |           |          |                 |         |

| Fecha 4          | Fecha 4   | Fecha 4       | Fecha 4  | Fecha 4        | Fecha 4 |
| Local            | Resultado | Visitante     | Estadio  | Fecha          |         |
| ---------------- | --------- | ------------- | -------- | -------------- | ------- |
| Pringles         | 2 - 1     | Jorge Newbery | San Luis | 5 de diciembre |         |
| Libre : Pacífico |           |               |          |                |         |

| Fecha 5          | Fecha 5   | Fecha 5   | Fecha 5        | Fecha 5         | Fecha 5 |
| Local            | Resultado | Visitante | Estadio        | Fecha           |         |
| ---------------- | --------- | --------- | -------------- | --------------- | ------- |
| Jorge Newbery    | 0 - 0     | Pacífico  | Villa Mercedes | 12 de diciembre |         |
| Libre : Pringles |           |           |                |                 |         |

| Fecha 6               | Fecha 6   | Fecha 6   | Fecha 6        | Fecha 6         | Fecha 6 |
| Local                 | Resultado | Visitante | Estadio        | Fecha           |         |
| --------------------- | --------- | --------- | -------------- | --------------- | ------- |
| Pacífico              | 1 - 2     | Pringles  | General Alvear | 19 de diciembre |         |
| Libre : Jorge Newbery |           |           |                |                 |         |

#### Zona 2

##### Tabla de posiciones final
| Pos. | Equipo                                       | Pts. | PJ | PG | PE | PP | GF | GC | Dif. |
| ---- | -------------------------------------------- | ---- | -- | -- | -- | -- | -- | -- | ---- |
| 01.º | Academia Chacras de Coria (Chacras de Coria) | 10   | 4  | 3  | 1  | 0  | 13 | 4  | 9    |
| 02.º | Unión (Villa Krause)                         | 7    | 4  | 2  | 1  | 1  | 13 | 3  | 10   |
| 03.º | Quiroga (San Rafael)                         | 0    | 4  | 0  | 0  | 4  | 2  | 21 | −19  |

|  | Clasificado a la 2.ª ronda |

##### Resultados
| Fecha 1          | Fecha 1   | Fecha 1   | Fecha 1          | Fecha 1         | Fecha 1 |
| Local            | Resultado | Visitante | Estadio          | Fecha           |         |
| ---------------- | --------- | --------- | ---------------- | --------------- | ------- |
| Chacras de Coria | 7 - 1     | Quiroga   | Chacras de Coria | 14 de noviembre |         |
| Libre : Unión    |           |           |                  |                 |         |

| Fecha 2         | Fecha 2   | Fecha 2          | Fecha 2      | Fecha 2         | Fecha 2 |
| Local           | Resultado | Visitante        | Estadio      | Fecha           |         |
| --------------- | --------- | ---------------- | ------------ | --------------- | ------- |
| Unión           | 1 - 2     | Chacras de Coria | Villa Krause | 21 de noviembre |         |
| Libre : Quiroga |           |                  |              |                 |         |

| Fecha 3                  | Fecha 3   | Fecha 3   | Fecha 3    | Fecha 3         | Fecha 3 |
| Local                    | Resultado | Visitante | Estadio    | Fecha           |         |
| ------------------------ | --------- | --------- | ---------- | --------------- | ------- |
| Quiroga                  | 0 - 1     | Unión     | San Rafael | 28 de noviembre |         |
| Libre : Chacras de Coria |           |           |            |                 |         |

| Fecha 4       | Fecha 4   | Fecha 4          | Fecha 4    | Fecha 4        | Fecha 4 |
| Local         | Resultado | Visitante        | Estadio    | Fecha          |         |
| ------------- | --------- | ---------------- | ---------- | -------------- | ------- |
| Quiroga       | 1 - 3     | Chacras de Coria | San Rafael | 5 de diciembre |         |
| Libre : Unión |           |                  |            |                |         |

| Fecha 5          | Fecha 5   | Fecha 5   | Fecha 5          | Fecha 5         | Fecha 5 |
| Local            | Resultado | Visitante | Estadio          | Fecha           |         |
| ---------------- | --------- | --------- | ---------------- | --------------- | ------- |
| Chacras de Coria | 1 - 1     | Unión     | Chacras de Coria | 12 de diciembre |         |
| Libre : Quiroga  |           |           |                  |                 |         |

| Fecha 6                  | Fecha 6   | Fecha 6   | Fecha 6      | Fecha 6         | Fecha 6 |
| Local                    | Resultado | Visitante | Estadio      | Fecha           |         |
| ------------------------ | --------- | --------- | ------------ | --------------- | ------- |
| Unión                    | 10 - 0    | Quiroga   | Villa Krause | 19 de diciembre |         |
| Libre : Chacras de Coria |           |           |              |                 |         |

## Segunda ronda

### Zona 1

#### Tabla de posiciones final
| Pos. | Equipo                         | Pts. | PJ | PG | PE | PP | GF | GC | Dif. |
| ---- | ------------------------------ | ---- | -- | -- | -- | -- | -- | -- | ---- |
| 01.º | Sporting (Laboulaye)           | 9    | 4  | 3  | 0  | 1  | 9  | 3  | 6    |
| 02.º | Defensores (Salto)             | 9    | 4  | 3  | 0  | 1  | 7  | 6  | 1    |
| 03.º | Gimnasia y Esgrima (Pergamino) | 0    | 4  | 0  | 0  | 4  | 4  | 11 | −7   |

|  | Clasificado a la 3.ª ronda |

#### Resultados
| Fecha 1                    | Fecha 1   | Fecha 1    | Fecha 1   | Fecha 1    | Fecha 1 |
| Local                      | Resultado | Visitante  | Estadio   | Fecha      |         |
| -------------------------- | --------- | ---------- | --------- | ---------- | ------- |
| Sporting                   | 2 - 0     | Defensores | Laboulaye | 9 de enero |         |
| Libre : Gimnasia y Esgrima |           |            |           |            |         |

| Fecha 2            | Fecha 2   | Fecha 2   | Fecha 2   | Fecha 2     | Fecha 2 |
| Local              | Resultado | Visitante | Estadio   | Fecha       |         |
| ------------------ | --------- | --------- | --------- | ----------- | ------- |
| Gimnasia y Esgrima | 0 - 3     | Sporting  | Pergamino | 16 de enero |         |
| Libre : Defensores |           |           |           |             |         |

| Fecha 3          | Fecha 3   | Fecha 3            | Fecha 3 | Fecha 3     | Fecha 3 |
| Local            | Resultado | Visitante          | Estadio | Fecha       |         |
| ---------------- | --------- | ------------------ | ------- | ----------- | ------- |
| Defensores       | 2 - 1     | Gimnasia y Esgrima | Salto   | 23 de enero |         |
| Libre : Sporting |           |                    |         |             |         |

| Fecha 4                    | Fecha 4   | Fecha 4   | Fecha 4 | Fecha 4     | Fecha 4 |
| Local                      | Resultado | Visitante | Estadio | Fecha       |         |
| -------------------------- | --------- | --------- | ------- | ----------- | ------- |
| Defensores                 | 2 - 1     | Sporting  | Salto   | 30 de enero |         |
| Libre : Gimnasia y Esgrima |           |           |         |             |         |

| Fecha 5            | Fecha 5   | Fecha 5            | Fecha 5   | Fecha 5      | Fecha 5 |
| Local              | Resultado | Visitante          | Estadio   | Fecha        |         |
| ------------------ | --------- | ------------------ | --------- | ------------ | ------- |
| Sporting           | 3 - 1     | Gimnasia y Esgrima | Laboulaye | 6 de febrero |         |
| Libre : Defensores |           |                    |           |              |         |

| Fecha 6            | Fecha 6   | Fecha 6    | Fecha 6   | Fecha 6       | Fecha 6 |
| Local              | Resultado | Visitante  | Estadio   | Fecha         |         |
| ------------------ | --------- | ---------- | --------- | ------------- | ------- |
| Gimnasia y Esgrima | 2 - 3     | Defensores | Pergamino | 13 de febrero |         |
| Libre : Sporting   |           |            |           |               |         |

### Zona 2

#### Tabla de posiciones final
| Pos. | Equipo                   | Pts. | PJ | PG | PE | PP | GF | GC | Dif. |
| ---- | ------------------------ | ---- | -- | -- | -- | -- | -- | -- | ---- |
| 01.º | Liniers (Bahía Blanca)   | 7    | 4  | 2  | 1  | 1  | 6  | 1  | 5    |
| 02.º | Banfield (Mar del Plata) | 6    | 4  | 2  | 0  | 2  | 3  | 4  | −1   |
| 03.º | Quilmes (Tres Arroyos)   | 4    | 4  | 1  | 1  | 2  | 2  | 6  | −4   |

|  | Clasificado a la 3.ª ronda |

#### Resultados
| Fecha 1         | Fecha 1   | Fecha 1   | Fecha 1      | Fecha 1    | Fecha 1 |
| Local           | Resultado | Visitante | Estadio      | Fecha      |         |
| --------------- | --------- | --------- | ------------ | ---------- | ------- |
| Liniers         | 2 - 0     | Banfield  | Bahía Blanca | 9 de enero |         |
| Libre : Quilmes |           |           |              |            |         |

| Fecha 2          | Fecha 2   | Fecha 2   | Fecha 2      | Fecha 2     | Fecha 2 |
| Local            | Resultado | Visitante | Estadio      | Fecha       |         |
| ---------------- | --------- | --------- | ------------ | ----------- | ------- |
| Quilmes          | 0 - 0     | Liniers   | Tres Arroyos | 16 de enero |         |
| Libre : Banfield |           |           |              |             |         |

| Fecha 3         | Fecha 3   | Fecha 3   | Fecha 3       | Fecha 3     | Fecha 3 |
| Local           | Resultado | Visitante | Estadio       | Fecha       |         |
| --------------- | --------- | --------- | ------------- | ----------- | ------- |
| Banfield        | 1 - 2     | Quilmes   | Mar del Plata | 23 de enero |         |
| Libre : Liniers |           |           |               |             |         |

| Fecha 4         | Fecha 4   | Fecha 4   | Fecha 4       | Fecha 4     | Fecha 4 |
| Local           | Resultado | Visitante | Estadio       | Fecha       |         |
| --------------- | --------- | --------- | ------------- | ----------- | ------- |
| Banfield        | 1 - 0     | Liniers   | Mar del Plata | 30 de enero |         |
| Libre : Quilmes |           |           |               |             |         |

| Fecha 5          | Fecha 5   | Fecha 5   | Fecha 5      | Fecha 5      | Fecha 5 |
| Local            | Resultado | Visitante | Estadio      | Fecha        |         |
| ---------------- | --------- | --------- | ------------ | ------------ | ------- |
| Liniers          | 4 - 0     | Quilmes   | Bahía Blanca | 6 de febrero |         |
| Libre : Banfield |           |           |              |              |         |

| Fecha 6         | Fecha 6   | Fecha 6   | Fecha 6      | Fecha 6       | Fecha 6 |
| Local           | Resultado | Visitante | Estadio      | Fecha         |         |
| --------------- | --------- | --------- | ------------ | ------------- | ------- |
| Quilmes         | 0 - 1     | Banfield  | Tres Arroyos | 13 de febrero |         |
| Libre : Liniers |           |           |              |               |         |

### Zona 3

#### Tabla de posiciones final
| Pos. | Equipo                           | Pts. | PJ | PG | PE | PP | GF | GC | Dif. |
| ---- | -------------------------------- | ---- | -- | -- | -- | -- | -- | -- | ---- |
| 01.º | Alianza (Cutral Có)              | 8    | 6  | 2  | 2  | 2  | 7  | 8  | −1   |
| 02.º | Atlético Santa Rosa (Santa Rosa) | 8    | 6  | 2  | 2  | 2  | 7  | 8  | −1   |
| 03.º | Deportivo Dolavon (Dolavon)      | 8    | 6  | 1  | 5  | 0  | 6  | 3  | 3    |
| 04.º | Costa Brava (General Pico)       | 7    | 6  | 2  | 1  | 3  | 10 | 10 | 0    |

|  | Clasificado a la 3.ª ronda |

| 1. 2. |

#### Resultados
| Fecha 1             | Fecha 1   | Fecha 1     | Fecha 1    | Fecha 1    | Fecha 1 |
| Local               | Resultado | Visitante   | Estadio    | Fecha      |         |
| ------------------- | --------- | ----------- | ---------- | ---------- | ------- |
| Deportivo Dolavon   | 1 - 1     | Alianza     | Trelew     | 9 de enero |         |
| Atlético Santa Rosa | 3 - 2     | Costa Brava | Santa Rosa | 9 de enero |         |

| Fecha 2     | Fecha 2   | Fecha 2             | Fecha 2      | Fecha 2     | Fecha 2 |
| Local       | Resultado | Visitante           | Estadio      | Fecha       |         |
| ----------- | --------- | ------------------- | ------------ | ----------- | ------- |
| Costa Brava | 0 - 0     | Deportivo Dolavon   | General Pico | 16 de enero |         |
| Alianza     | 0 - 2     | Atlético Santa Rosa | Cutral Có    | 16 de enero |         |

| Fecha 3           | Fecha 3   | Fecha 3             | Fecha 3      | Fecha 3     | Fecha 3 |
| Local             | Resultado | Visitante           | Estadio      | Fecha       |         |
| ----------------- | --------- | ------------------- | ------------ | ----------- | ------- |
| Deportivo Dolavon | 0 - 0     | Atlético Santa Rosa | Trelew       | 23 de enero |         |
| Costa Brava       | 4 - 1     | Alianza             | General Pico | 23 de enero |         |

| Fecha 4     | Fecha 4   | Fecha 4             | Fecha 4      | Fecha 4     | Fecha 4 |
| Local       | Resultado | Visitante           | Estadio      | Fecha       |         |
| ----------- | --------- | ------------------- | ------------ | ----------- | ------- |
| Alianza     | 1 - 1     | Deportivo Dolavon   | Cutral Có    | 30 de enero |         |
| Costa Brava | 3 - 1     | Atlético Santa Rosa | General Pico | 30 de enero |         |

| Fecha 5             | Fecha 5   | Fecha 5     | Fecha 5    | Fecha 5      | Fecha 5 |
| Local               | Resultado | Visitante   | Estadio    | Fecha        |         |
| ------------------- | --------- | ----------- | ---------- | ------------ | ------- |
| Deportivo Dolavon   | 3 - 1     | Costa Brava | Trelew     | 6 de febrero |         |
| Atlético Santa Rosa | 0 - 2     | Alianza     | Santa Rosa | 6 de febrero |         |

| Fecha 6             | Fecha 6   | Fecha 6           | Fecha 6    | Fecha 6       | Fecha 6 |
| Local               | Resultado | Visitante         | Estadio    | Fecha         |         |
| ------------------- | --------- | ----------------- | ---------- | ------------- | ------- |
| Atlético Santa Rosa | 1 - 1     | Deportivo Dolavon | Santa Rosa | 13 de febrero |         |
| Alianza             | 2 - 0     | Costa Brava       | Cutral Có  | 13 de febrero |         |

### Zona 4

#### Tabla de posiciones final
| Pos. | Equipo                              | Pts. | PJ | PG | PE | PP | GF | GC | Dif. |
| ---- | ----------------------------------- | ---- | -- | -- | -- | -- | -- | -- | ---- |
| 01.º | Unión (Villa Krause)                | 13   | 6  | 4  | 1  | 1  | 13 | 10 | 3    |
| 02.º | Chacras de Coria (Chacras de Coria) | 12   | 6  | 4  | 0  | 2  | 11 | 6  | 5    |
| 03.º | Pacífico (General Alvear)           | 6    | 6  | 2  | 0  | 4  | 6  | 9  | −3   |
| 04.º | Pringles (San Luis)                 | 4    | 6  | 1  | 1  | 4  | 6  | 11 | −5   |

|  | Clasificado a la 3.ª ronda |

#### Resultados
| Fecha 1  | Fecha 1   | Fecha 1          | Fecha 1        | Fecha 1    | Fecha 1 |
| Local    | Resultado | Visitante        | Estadio        | Fecha      |         |
| -------- | --------- | ---------------- | -------------- | ---------- | ------- |
| Unión    | 2 - 2     | Pringles         | Villa Krause   | 9 de enero |         |
| Pacífico | 1 - 0     | Chacras de Coria | General Alvear | 9 de enero |         |

| Fecha 2          | Fecha 2   | Fecha 2   | Fecha 2          | Fecha 2     | Fecha 2 |
| Local            | Resultado | Visitante | Estadio          | Fecha       |         |
| ---------------- | --------- | --------- | ---------------- | ----------- | ------- |
| Chacras de Coria | 4 - 2     | Unión     | Chacras de Coria | 16 de enero |         |
| Pringles         | 1 - 0     | Pacífico  | San Luis         | 16 de enero |         |

| Fecha 3          | Fecha 3   | Fecha 3   | Fecha 3          | Fecha 3     | Fecha 3 |
| Local            | Resultado | Visitante | Estadio          | Fecha       |         |
| ---------------- | --------- | --------- | ---------------- | ----------- | ------- |
| Unión            | 3 - 1     | Pacífico  | Villa Krause     | 23 de enero |         |
| Chacras de Coria | 2 - 1     | Pringles  | Chacras de Coria | 23 de enero |         |

| Fecha 4          | Fecha 4   | Fecha 4   | Fecha 4          | Fecha 4     | Fecha 4 |
| Local            | Resultado | Visitante | Estadio          | Fecha       |         |
| ---------------- | --------- | --------- | ---------------- | ----------- | ------- |
| Pringles         | 1 - 2     | Unión     | San Luis         | 30 de enero |         |
| Chacras de Coria | 2 - 0     | Pacífico  | Chacras de Coria | 30 de enero |         |

| Fecha 5  | Fecha 5   | Fecha 5          | Fecha 5        | Fecha 5      | Fecha 5 |
| Local    | Resultado | Visitante        | Estadio        | Fecha        |         |
| -------- | --------- | ---------------- | -------------- | ------------ | ------- |
| Unión    | 2 - 1     | Chacras de Coria | Villa Krause   | 6 de febrero |         |
| Pacífico | 3 - 1     | Pringles         | General Alvear | 6 de febrero |         |

| Fecha 6  | Fecha 6   | Fecha 6          | Fecha 6        | Fecha 6       | Fecha 6 |
| Local    | Resultado | Visitante        | Estadio        | Fecha         |         |
| -------- | --------- | ---------------- | -------------- | ------------- | ------- |
| Pacífico | 1 - 2     | Unión            | General Alvear | 13 de febrero |         |
| Pringles | 0 - 2     | Chacras de Coria | San Luis       | 13 de febrero |         |

### Zona 5

#### Tabla de posiciones final
| Pos. | Equipo                        | Pts. | PJ | PG | PE | PP | GF | GC | Dif. |
| ---- | ----------------------------- | ---- | -- | -- | -- | -- | -- | -- | ---- |
| 01.º | Tigre (Santo Pipó)            | 16   | 6  | 5  | 1  | 0  | 13 | 8  | 5    |
| 02.º | Victoria (Concordia)          | 10   | 6  | 3  | 1  | 2  | 14 | 10 | 4    |
| 03.º | Ocampo Fábrica (Villa Ocampo) | 6    | 6  | 2  | 0  | 4  | 10 | 12 | −2   |
| 04.º | 1.º de Mayo (Formosa)         | 3    | 6  | 1  | 0  | 5  | 7  | 15 | −8   |

|  | Clasificado a la 3.ª ronda |

#### Resultados
| Fecha 1  | Fecha 1   | Fecha 1        | Fecha 1   | Fecha 1    | Fecha 1 |
| Local    | Resultado | Visitante      | Estadio   | Fecha      |         |
| -------- | --------- | -------------- | --------- | ---------- | ------- |
| Victoria | 3 - 0     | 1.º de Mayo    | Concordia | 9 de enero |         |
| Tigre    | 1 - 0     | Ocampo Fábrica | Posadas   | 9 de enero |         |

| Fecha 2        | Fecha 2   | Fecha 2   | Fecha 2      | Fecha 2     | Fecha 2 |
| Local          | Resultado | Visitante | Estadio      | Fecha       |         |
| -------------- | --------- | --------- | ------------ | ----------- | ------- |
| Ocampo Fábrica | 1 - 0     | Victoria  | Villa Ocampo | 16 de enero |         |
| 1.º de Mayo    | 1 - 2     | Tigre     | Formosa      | 16 de enero |         |

| Fecha 3        | Fecha 3   | Fecha 3     | Fecha 3      | Fecha 3     | Fecha 3 |
| Local          | Resultado | Visitante   | Estadio      | Fecha       |         |
| -------------- | --------- | ----------- | ------------ | ----------- | ------- |
| Victoria       | 1 - 2     | Tigre       | Concordia    | 23 de enero |         |
| Ocampo Fábrica | 2 - 0     | 1.º de Mayo | Villa Ocampo | 23 de enero |         |

| Fecha 4        | Fecha 4   | Fecha 4   | Fecha 4      | Fecha 4     | Fecha 4 |
| Local          | Resultado | Visitante | Estadio      | Fecha       |         |
| -------------- | --------- | --------- | ------------ | ----------- | ------- |
| 1.º de Mayo    | 2 - 3     | Victoria  | Formosa      | 30 de enero |         |
| Ocampo Fábrica | 2 - 3     | Tigre     | Villa Ocampo | 30 de enero |         |

| Fecha 5  | Fecha 5   | Fecha 5        | Fecha 5   | Fecha 5      | Fecha 5 |
| Local    | Resultado | Visitante      | Estadio   | Fecha        |         |
| -------- | --------- | -------------- | --------- | ------------ | ------- |
| Victoria | 6 - 4     | Ocampo Fábrica | Concordia | 6 de febrero |         |
| Tigre    | 4 - 3     | 1.º de Mayo    | Posadas   | 6 de febrero |         |

| Fecha 6    | Fecha 6   | Fecha 6        | Fecha 6 | Fecha 6       | Fecha 6 |
| Local      | Resultado | Visitante      | Estadio | Fecha         |         |
| ---------- | --------- | -------------- | ------- | ------------- | ------- |
| Tigre      | 1 - 1     | Victoria       | Posadas | 13 de febrero |         |
| 1º de Mayo | 2 - 1     | Ocampo Fábrica | Formosa | 13 de febrero |         |

### Zona 6

#### Tabla de posiciones final
| Pos. | Equipo                            | Pts. | PJ | PG | PE | PP | GF | GC | Dif. |
| ---- | --------------------------------- | ---- | -- | -- | -- | -- | -- | -- | ---- |
| 01.º | Universitario (Córdoba)           | 16   | 6  | 5  | 1  | 0  | 19 | 6  | 13   |
| 02.º | Newell's Old Boys (Chilecito)     | 9    | 6  | 3  | 0  | 3  | 14 | 15 | −1   |
| 03.º | Toro (Coronel Moldes)             | 8    | 6  | 2  | 2  | 2  | 11 | 14 | −3   |
| 04.º | Sportivo Belgrano (San Francisco) | 1    | 6  | 0  | 1  | 5  | 7  | 18 | −11  |

|  | Clasificado a la 3.ª ronda |

#### Resultados
| Fecha 1       | Fecha 1   | Fecha 1           | Fecha 1    | Fecha 1    | Fecha 1 |
| Local         | Resultado | Visitante         | Estadio    | Fecha      |         |
| ------------- | --------- | ----------------- | ---------- | ---------- | ------- |
| Toro          | 3 - 2     | Newell's Old Boys | Río Cuarto | 9 de enero |         |
| Universitario | 4 - 0     | Sportivo Belgrano | Córdoba    | 9 de enero |         |

| Fecha 2           | Fecha 2   | Fecha 2       | Fecha 2       | Fecha 2     | Fecha 2 |
| Local             | Resultado | Visitante     | Estadio       | Fecha       |         |
| ----------------- | --------- | ------------- | ------------- | ----------- | ------- |
| Sportivo Belgrano | 1 - 1     | Toro          | San Francisco | 16 de enero |         |
| Newell's Old Boys | 1 - 5     | Universitario | Chilecito     | 16 de enero |         |

| Fecha 3           | Fecha 3   | Fecha 3           | Fecha 3       | Fecha 3     | Fecha 3 |
| Local             | Resultado | Visitante         | Estadio       | Fecha       |         |
| ----------------- | --------- | ----------------- | ------------- | ----------- | ------- |
| Toro              | 1 - 1     | Universitario     | Río Cuarto    | 23 de enero |         |
| Sportivo Belgrano | 1 - 2     | Newell's Old Boys | San Francisco | 23 de enero |         |

| Fecha 4           | Fecha 4   | Fecha 4       | Fecha 4       | Fecha 4     | Fecha 4 |
| Local             | Resultado | Visitante     | Estadio       | Fecha       |         |
| ----------------- | --------- | ------------- | ------------- | ----------- | ------- |
| Newell's Old Boys | 3 - 1     | Toro          | Chilecito     | 30 de enero |         |
| Sportivo Belgrano | 0 - 2     | Universitario | San Francisco | 30 de enero |         |

| Fecha 5       | Fecha 5   | Fecha 5           | Fecha 5        | Fecha 5      | Fecha 5 |
| Local         | Resultado | Visitante         | Estadio        | Fecha        |         |
| ------------- | --------- | ----------------- | -------------- | ------------ | ------- |
| Toro          | 4 - 2     | Sportivo Belgrano | Coronel Moldes | 6 de febrero |         |
| Universitario | 2 - 1     | Newell's Old Boys | Córdoba        | 6 de febrero |         |

| Fecha 6           | Fecha 6   | Fecha 6           | Fecha 6   | Fecha 6       | Fecha 6 |
| Local             | Resultado | Visitante         | Estadio   | Fecha         |         |
| ----------------- | --------- | ----------------- | --------- | ------------- | ------- |
| Universitario     | 5 - 1     | Toro              | Córdoba   | 13 de febrero |         |
| Newell's Old Boys | 5 - 3     | Sportivo Belgrano | Chilecito | 13 de febrero |         |

### Zona 7

#### Tabla de posiciones final
| Pos. | Equipo                                           | Pts. | PJ | PG | PE | PP | GF | GC | Dif. |
| ---- | ------------------------------------------------ | ---- | -- | -- | -- | -- | -- | -- | ---- |
| 01.º | Garmendia FC (Garmendia)                         | 8    | 6  | 2  | 2  | 2  | 12 | 10 | 2    |
| 02.º | Argentinos del Norte (Salta)                     | 8    | 6  | 2  | 2  | 2  | 11 | 13 | −2   |
| 03.º | Vialidad (Rosario de la Frontera)                | 7    | 6  | 1  | 4  | 1  | 10 | 10 | 0    |
| 04.º | Herminio Arrieta (Libertador General San Martín) | 7    | 6  | 1  | 4  | 1  | 8  | 8  | 0    |

|  | Clasificado a la 3.ª ronda |

#### Resultados
| Fecha 1              | Fecha 1   | Fecha 1          | Fecha 1               | Fecha 1    | Fecha 1 |
| Local                | Resultado | Visitante        | Estadio               | Fecha      |         |
| -------------------- | --------- | ---------------- | --------------------- | ---------- | ------- |
| Garmendia FC         | 2 - 2     | Herminio Arrieta | San Miguel de Tucumán | 9 de enero |         |
| Argentinos del Norte | 2 - 4     | Vialidad         | Salta                 | 9 de enero |         |

| Fecha 2          | Fecha 2   | Fecha 2              | Fecha 2                       | Fecha 2     | Fecha 2 |
| Local            | Resultado | Visitante            | Estadio                       | Fecha       |         |
| ---------------- | --------- | -------------------- | ----------------------------- | ----------- | ------- |
| Vialidad         | 1 - 1     | Garmendia FC         | Rosario de la Frontera        | 16 de enero |         |
| Herminio Arrieta | 1 - 1     | Argentinos del Norte | Libertador General San Martín | 16 de enero |         |

| Fecha 3      | Fecha 3   | Fecha 3              | Fecha 3                | Fecha 3     | Fecha 3 |
| Local        | Resultado | Visitante            | Estadio                | Fecha       |         |
| ------------ | --------- | -------------------- | ---------------------- | ----------- | ------- |
| Garmendia FC | 4 - 2     | Argentinos del Norte | San Miguel de Tucumán  | 23 de enero |         |
| Vialidad     | 1 - 1     | Herminio Arrieta     | Rosario de la Frontera | 23 de enero |         |

| Fecha 4          | Fecha 4   | Fecha 4              | Fecha 4                       | Fecha 4     | Fecha 4 |
| Local            | Resultado | Visitante            | Estadio                       | Fecha       |         |
| ---------------- | --------- | -------------------- | ----------------------------- | ----------- | ------- |
| Herminio Arrieta | 2 - 1     | Garmendia FC         | Libertador General San Martín | 30 de enero |         |
| Vialidad         | 2 - 2     | Argentinos del Norte | Rosario de la Frontera        | 30 de enero |         |

| Fecha 5              | Fecha 5   | Fecha 5          | Fecha 5               | Fecha 5      | Fecha 5 |
| Local                | Resultado | Visitante        | Estadio               | Fecha        |         |
| -------------------- | --------- | ---------------- | --------------------- | ------------ | ------- |
| Garmendia FC         | 4 - 2     | Vialidad         | San Miguel de Tucumán | 6 de febrero |         |
| Argentinos del Norte | 3 - 2     | Herminio Arrieta | Salta                 | 6 de febrero |         |

| Fecha 6              | Fecha 6   | Fecha 6      | Fecha 6                       | Fecha 6       | Fecha 6 |
| Local                | Resultado | Visitante    | Estadio                       | Fecha         |         |
| -------------------- | --------- | ------------ | ----------------------------- | ------------- | ------- |
| Argentinos del Norte | 1 - 0     | Garmendia FC | Salta                         | 13 de febrero |         |
| Herminio Arrieta     | 0 - 0     | Vialidad     | Libertador General San Martín | 13 de febrero |         |

### Zona 8

#### Tabla de posiciones final
| Pos. | Equipo                                | Pts. | PJ | PG | PE | PP | GF | GC | Dif. |
| ---- | ------------------------------------- | ---- | -- | -- | -- | -- | -- | -- | ---- |
| 01.º | Sarmiento (Catamarca)                 | 13   | 6  | 4  | 1  | 1  | 14 | 7  | 7    |
| 02.º | Central Córdoba (Santiago del Estero) | 10   | 6  | 3  | 1  | 2  | 12 | 9  | 3    |
| 03.º | Unión Santiago (Santiago del Estero)  | 8    | 6  | 2  | 2  | 2  | 13 | 10 | 3    |
| 04.º | Américo Tesorieri (La Rioja)          | 3    | 6  | 1  | 0  | 5  | 7  | 19 | −12  |

|  | Clasificado a la 3.ª ronda |

#### Resultados
| Fecha 1        | Fecha 1   | Fecha 1           | Fecha 1             | Fecha 1    | Fecha 1 |
| Local          | Resultado | Visitante         | Estadio             | Fecha      |         |
| -------------- | --------- | ----------------- | ------------------- | ---------- | ------- |
| Unión Santiago | 1 - 1     | Central Córdoba   | Santiago del Estero | 9 de enero |         |
| Sarmiento      | 3 - 0     | Américo Tesorieri | Catamarca           | 9 de enero |         |

| Fecha 2           | Fecha 2   | Fecha 2        | Fecha 2             | Fecha 2     | Fecha 2 |
| Local             | Resultado | Visitante      | Estadio             | Fecha       |         |
| ----------------- | --------- | -------------- | ------------------- | ----------- | ------- |
| Américo Tesorieri | 1 - 3     | Unión Santiago | La Rioja            | 16 de enero |         |
| Central Córdoba   | 1 - 0     | Sarmiento      | Santiago del Estero | 16 de enero |         |

| Fecha 3           | Fecha 3   | Fecha 3         | Fecha 3             | Fecha 3     | Fecha 3 |
| Local             | Resultado | Visitante       | Estadio             | Fecha       |         |
| ----------------- | --------- | --------------- | ------------------- | ----------- | ------- |
| Unión Santiago    | 1 - 1     | Sarmiento       | Santiago del Estero | 23 de enero |         |
| Américo Tesorieri | 1 - 2     | Central Córdoba | La Rioja            | 23 de enero |         |

| Fecha 4           | Fecha 4   | Fecha 4        | Fecha 4             | Fecha 4     | Fecha 4 |
| Local             | Resultado | Visitante      | Estadio             | Fecha       |         |
| ----------------- | --------- | -------------- | ------------------- | ----------- | ------- |
| Central Córdoba   | 4 - 0     | Unión Santiago | Santiago del Estero | 30 de enero |         |
| Américo Tesorieri | 2 - 3     | Sarmiento      | La Rioja            | 30 de enero |         |

| Fecha 5        | Fecha 5   | Fecha 5           | Fecha 5             | Fecha 5      | Fecha 5 |
| Local          | Resultado | Visitante         | Estadio             | Fecha        |         |
| -------------- | --------- | ----------------- | ------------------- | ------------ | ------- |
| Unión Santiago | 6 - 0     | Américo Tesorieri | Santiago del Estero | 6 de febrero |         |
| Sarmiento      | 4 - 2     | Central Córdoba   | Catamarca           | 6 de febrero |         |

| Fecha 6         | Fecha 6   | Fecha 6           | Fecha 6             | Fecha 6       | Fecha 6 |
| Local           | Resultado | Visitante         | Estadio             | Fecha         |         |
| --------------- | --------- | ----------------- | ------------------- | ------------- | ------- |
| Sarmiento       | 3 - 2     | Unión Santiago    | Catamarca           | 13 de febrero |         |
| Central Córdoba | 2 - 3     | Américo Tesorieri | Santiago del Estero | 13 de febrero |         |

## Tercera ronda

### Zona 1

#### Tabla de posiciones final
| Pos. | Equipo                           | Pts. | PJ | PG | PE | PP | GF | GC | Dif. |
| ---- | -------------------------------- | ---- | -- | -- | -- | -- | -- | -- | ---- |
| 01.º | Banfield (Mar del Plata)         | 11   | 6  | 3  | 2  | 1  | 12 | 7  | 5    |
| 02.º | Liniers (Bahía Blanca)           | 11   | 6  | 3  | 2  | 1  | 10 | 6  | 4    |
| 03.º | Atlético Santa Rosa (Santa Rosa) | 6    | 6  | 1  | 3  | 2  | 9  | 12 | −3   |
| 04.º | Alianza                          | 1    | 6  | 1  | 1  | 4  | 5  | 11 | −6   |

|  | Clasificado a la 4.ª ronda |

#### Resultados
| Fecha 1             | Fecha 1   | Fecha 1   | Fecha 1    | Fecha 1       | Fecha 1 |
| Local               | Resultado | Visitante | Estadio    | Fecha         |         |
| ------------------- | --------- | --------- | ---------- | ------------- | ------- |
| Atlético Santa Rosa | 4 - 3     | Banfield  | Santa Rosa | 20 de febrero |         |
| Alianza             | 0 - 1     | Liniers   | Cutral Có  | 20 de febrero |         |

| Fecha 2  | Fecha 2   | Fecha 2             | Fecha 2       | Fecha 2       | Fecha 2 |
| Local    | Resultado | Visitante           | Estadio       | Fecha         |         |
| -------- | --------- | ------------------- | ------------- | ------------- | ------- |
| Liniers  | 2 - 1     | Atlético Santa Rosa | Bahía Blanca  | 27 de febrero |         |
| Banfield | 2 - 0     | Alianza             | Mar del Plata | 28 de febrero |         |

| Fecha 3             | Fecha 3   | Fecha 3   | Fecha 3      | Fecha 3    | Fecha 3 |
| Local               | Resultado | Visitante | Estadio      | Fecha      |         |
| ------------------- | --------- | --------- | ------------ | ---------- | ------- |
| Atlético Santa Rosa | 2 - 2     | Alianza   | Santa Rosa   | 5 de marzo |         |
| Liniers             | 1 - 1     | Banfield  | Bahía Blanca | 5 de marzo |         |

| Fecha 4  | Fecha 4   | Fecha 4             | Fecha 4       | Fecha 4     | Fecha 4 |
| Local    | Resultado | Visitante           | Estadio       | Fecha       |         |
| -------- | --------- | ------------------- | ------------- | ----------- | ------- |
| Banfield | 1 - 1     | Atlético Santa Rosa | Mar del Plata | 12 de marzo |         |
| Liniers  | 4 - 0     | Alianza             | Bahía Blanca  | 12 de marzo |         |

| Fecha 5             | Fecha 5   | Fecha 5   | Fecha 5    | Fecha 5     | Fecha 5 |
| Local               | Resultado | Visitante | Estadio    | Fecha       |         |
| ------------------- | --------- | --------- | ---------- | ----------- | ------- |
| Atlético Santa Rosa | 1 - 1     | Liniers   | Santa Rosa | 19 de marzo |         |
| Alianza             | 0 - 2     | Banfield  | Cutral Có  | 19 de marzo |         |

| Fecha 6  | Fecha 6   | Fecha 6             | Fecha 6       | Fecha 6     | Fecha 6 |
| Local    | Resultado | Visitante           | Estadio       | Fecha       |         |
| -------- | --------- | ------------------- | ------------- | ----------- | ------- |
| Alianza  | 3 - 0     | Atlético Santa Rosa | Cutral Có     | 26 de marzo |         |
| Banfield | 3 - 1     | Liniers             | Mar del Plata | 26 de marzo |         |

| 1. |

### Zona 2

#### Tabla de posiciones final
| Pos. | Equipo               | Pts. | PJ | PG | PE | PP | GF | GC | Dif. |
| ---- | -------------------- | ---- | -- | -- | -- | -- | -- | -- | ---- |
| 01.º | Tigre (Santo Pipó)   | 10   | 6  | 3  | 1  | 2  | 13 | 9  | 4    |
| 02.º | Sporting (Laboulaye) | 9    | 6  | 3  | 0  | 3  | 8  | 5  | 3    |
| 03.º | Defensores (Salto)   | 9    | 6  | 3  | 0  | 3  | 6  | 11 | −5   |
| 04.º | Victoria (Concordia) | 7    | 6  | 2  | 1  | 3  | 9  | 11 | −2   |

|  | Clasificado a la 4.ª ronda |

| 1. |

#### Resultados
| Fecha 1    | Fecha 1   | Fecha 1   | Fecha 1   | Fecha 1       | Fecha 1 |
| Local      | Resultado | Visitante | Estadio   | Fecha         |         |
| ---------- | --------- | --------- | --------- | ------------- | ------- |
| Defensores | 2 - 1     | Tigre     | Salto     | 20 de febrero |         |
| Sporting   | 3 - 0     | Victoria  | Laboulaye | 20 de febrero |         |

| Fecha 2  | Fecha 2   | Fecha 2    | Fecha 2   | Fecha 2       | Fecha 2 |
| Local    | Resultado | Visitante  | Estadio   | Fecha         |         |
| -------- | --------- | ---------- | --------- | ------------- | ------- |
| Victoria | 3 - 0     | Defensores | Concordia | 27 de febrero |         |
| Tigre    | 2 - 1     | Sporting   | Posadas   | 28 de febrero |         |

| Fecha 3    | Fecha 3   | Fecha 3   | Fecha 3   | Fecha 3    | Fecha 3 |
| Local      | Resultado | Visitante | Estadio   | Fecha      |         |
| ---------- | --------- | --------- | --------- | ---------- | ------- |
| Defensores | 1 - 0     | Sporting  | Salto     | 5 de marzo |         |
| Victoria   | 4 - 4     | Tigre     | Concordia | 5 de marzo |         |

| Fecha 4  | Fecha 4   | Fecha 4    | Fecha 4   | Fecha 4     | Fecha 4 |
| Local    | Resultado | Visitante  | Estadio   | Fecha       |         |
| -------- | --------- | ---------- | --------- | ----------- | ------- |
| Tigre    | 4 - 0     | Defensores | Posadas   | 12 de marzo |         |
| Victoria | 1 - 0     | Sporting   | Concordia | 12 de marzo |         |

| Fecha 5    | Fecha 5   | Fecha 5   | Fecha 5   | Fecha 5     | Fecha 5 |
| Local      | Resultado | Visitante | Estadio   | Fecha       |         |
| ---------- | --------- | --------- | --------- | ----------- | ------- |
| Defensores | 2 - 0     | Victoria  | Salto     | 19 de marzo |         |
| Sporting   | 1 - 0     | Tigre     | Laboulaye | 19 de marzo |         |

| Fecha 6  | Fecha 6   | Fecha 6    | Fecha 6   | Fecha 6     | Fecha 6 |
| Local    | Resultado | Visitante  | Estadio   | Fecha       |         |
| -------- | --------- | ---------- | --------- | ----------- | ------- |
| Sporting | 3 - 1     | Defensores | Laboulaye | 26 de marzo |         |
| Tigre    | 2 - 1     | Victoria   | Posadas   | 26 de marzo |         |

### Zona 3

#### Tabla de posiciones final
| Pos. | Equipo                              | Pts. | PJ | PG | PE | PP | GF | GC | Dif. |
| ---- | ----------------------------------- | ---- | -- | -- | -- | -- | -- | -- | ---- |
| 01.º | Chacras de Coria (Chacras de Coria) | 16   | 6  | 5  | 1  | 0  | 16 | 3  | 13   |
| 02.º | Universitario (Córdoba)             | 10   | 6  | 3  | 1  | 2  | 16 | 9  | 7    |
| 03.º | Unión (Villa Krause)                | 8    | 6  | 2  | 2  | 2  | 10 | 8  | 2    |
| 04.º | Newell's Old Boys (Chilecito)       | 0    | 6  | 0  | 0  | 6  | 5  | 27 | −22  |

|  | Clasificado a la 4.ª ronda |

#### Resultados
| Fecha 1       | Fecha 1   | Fecha 1           | Fecha 1      | Fecha 1       | Fecha 1 |
| Local         | Resultado | Visitante         | Estadio      | Fecha         |         |
| ------------- | --------- | ----------------- | ------------ | ------------- | ------- |
| Universitario | 0 - 1     | Chacras de Coria  | Córdoba      | 20 de febrero |         |
| Unión         | 5 - 0     | Newell's Old Boys | Villa Krause | 20 de febrero |         |

| Fecha 2           | Fecha 2   | Fecha 2       | Fecha 2          | Fecha 2       | Fecha 2 |
| Local             | Resultado | Visitante     | Estadio          | Fecha         |         |
| ----------------- | --------- | ------------- | ---------------- | ------------- | ------- |
| Newell's Old Boys | 1 - 2     | Universitario | Chilecito        | 27 de febrero |         |
| Chacras de Coria  | 3 - 0     | Unión         | Chacras de Coria | 28 de febrero |         |

| Fecha 3           | Fecha 3   | Fecha 3          | Fecha 3   | Fecha 3    | Fecha 3 |
| Local             | Resultado | Visitante        | Estadio   | Fecha      |         |
| ----------------- | --------- | ---------------- | --------- | ---------- | ------- |
| Universitario     | 2 - 2     | Unión            | Córdoba   | 5 de marzo |         |
| Newell's Old Boys | 0 - 3     | Chacras de Coria | Chilecito | 5 de marzo |         |

| Fecha 4           | Fecha 4   | Fecha 4       | Fecha 4          | Fecha 4     | Fecha 4 |
| Local             | Resultado | Visitante     | Estadio          | Fecha       |         |
| ----------------- | --------- | ------------- | ---------------- | ----------- | ------- |
| Chacras de Coria  | 3 - 1     | Universitario | Chacras de Coria | 12 de marzo |         |
| Newell's Old Boys | 1 - 2     | Unión         | Chilecito        | 12 de marzo |         |

| Fecha 5       | Fecha 5   | Fecha 5           | Fecha 5      | Fecha 5     | Fecha 5 |
| Local         | Resultado | Visitante         | Estadio      | Fecha       |         |
| ------------- | --------- | ----------------- | ------------ | ----------- | ------- |
| Universitario | 10 - 2    | Newell's Old Boys | Córdoba      | 19 de marzo |         |
| Unión         | 1 - 1     | Chacras de Coria  | Villa Krause | 19 de marzo |         |

| Fecha 6          | Fecha 6   | Fecha 6           | Fecha 6          | Fecha 6     | Fecha 6 |
| Local            | Resultado | Visitante         | Estadio          | Fecha       |         |
| ---------------- | --------- | ----------------- | ---------------- | ----------- | ------- |
| Unión            | 0 - 1     | Universitario     | Villa Krause     | 26 de marzo |         |
| Chacras de Coria | 5 - 1     | Newell's Old Boys | Chacras de Coria | 26 de marzo |         |

### Zona 4

#### Tabla de posiciones final
| Pos. | Equipo                                | Pts. | PJ | PG | PE | PP | GF | GC | Dif. |
| ---- | ------------------------------------- | ---- | -- | -- | -- | -- | -- | -- | ---- |
| 01.º | Sarmiento (Catamarca)                 | 12   | 6  | 4  | 0  | 2  | 17 | 11 | 6    |
| 02.º | Central Córdoba (Santiago del Estero) | 12   | 6  | 4  | 0  | 2  | 12 | 11 | 1    |
| 03.º | Argentinos del Norte (Salta)          | 7    | 6  | 2  | 1  | 3  | 9  | 13 | −4   |
| 04.º | Garmendia FC (Garmendia)              | 4    | 6  | 1  | 1  | 4  | 12 | 15 | −3   |

|  | Clasificado a la 4.ª ronda |

#### Resultados
| Fecha 1         | Fecha 1   | Fecha 1              | Fecha 1             | Fecha 1       | Fecha 1 |
| Local           | Resultado | Visitante            | Estadio             | Fecha         |         |
| --------------- | --------- | -------------------- | ------------------- | ------------- | ------- |
| Sarmiento       | 3 - 2     | Garmendia FC         | Catamarca           | 20 de febrero |         |
| Central Córdoba | 3 - 1     | Argentinos del Norte | Santiago del Estero | 20 de febrero |         |

| Fecha 2              | Fecha 2   | Fecha 2         | Fecha 2               | Fecha 2       | Fecha 2 |
| Local                | Resultado | Visitante       | Estadio               | Fecha         |         |
| -------------------- | --------- | --------------- | --------------------- | ------------- | ------- |
| Argentinos del Norte | 2 - 1     | Sarmiento       | Salta                 | 27 de febrero |         |
| Garmendia FC         | 1 - 2     | Central Córdoba | San Miguel de Tucumán | 28 de febrero |         |

| Fecha 3              | Fecha 3   | Fecha 3         | Fecha 3   | Fecha 3    | Fecha 3 |
| Local                | Resultado | Visitante       | Estadio   | Fecha      |         |
| -------------------- | --------- | --------------- | --------- | ---------- | ------- |
| Sarmiento            | 5 - 2     | Central Córdoba | Catamarca | 5 de marzo |         |
| Argentinos del Norte | 2 - 2     | Garmendia FC    | Salta     | 5 de marzo |         |

| Fecha 4              | Fecha 4   | Fecha 4         | Fecha 4               | Fecha 4     | Fecha 4 |
| Local                | Resultado | Visitante       | Estadio               | Fecha       |         |
| -------------------- | --------- | --------------- | --------------------- | ----------- | ------- |
| Garmendia FC         | 4 - 5     | Sarmiento       | San Miguel de Tucumán | 12 de marzo |         |
| Argentinos del Norte | 3 - 2     | Central Córdoba | Salta                 | 12 de marzo |         |

| Fecha 5         | Fecha 5   | Fecha 5              | Fecha 5             | Fecha 5     | Fecha 5 |
| Local           | Resultado | Visitante            | Estadio             | Fecha       |         |
| --------------- | --------- | -------------------- | ------------------- | ----------- | ------- |
| Sarmiento       | 3 - 0     | Argentinos del Norte | Catamarca           | 19 de marzo |         |
| Central Córdoba | 2 - 1     | Garmendia FC         | Santiago del Estero | 19 de marzo |         |

| Fecha 6         | Fecha 6   | Fecha 6              | Fecha 6               | Fecha 6     | Fecha 6 |
| Local           | Resultado | Visitante            | Estadio               | Fecha       |         |
| --------------- | --------- | -------------------- | --------------------- | ----------- | ------- |
| Central Córdoba | 1 - 0     | Sarmiento            | Santiago del Estero   | 26 de marzo |         |
| Garmendia FC    | 2 - 1     | Argentinos del Norte | San Miguel de Tucumán | 26 de marzo |         |

## Cuarta ronda

### Zona 1

#### Tabla de posiciones final
| Pos. | Equipo                   | Pts. | PJ | PG | PE | PP | GF | GC | Dif. |
| ---- | ------------------------ | ---- | -- | -- | -- | -- | -- | -- | ---- |
| 01.º | Tigre (Santo Pipó)       | 10   | 6  | 3  | 1  | 2  | 11 | 7  | 4    |
| 02.º | Liniers (Bahía Blanca)   | 8    | 6  | 2  | 2  | 2  | 11 | 8  | 3    |
| 03.º | Banfield (Mar del Plata) | 8    | 6  | 2  | 2  | 2  | 8  | 9  | −1   |
| 04.º | Sporting (Laboulaye)     | 6    | 6  | 1  | 3  | 2  | 6  | 12 | −6   |

|  | Clasificado a la Ronda final |

| 1. |

#### Resultados
| Fecha 1  | Fecha 1   | Fecha 1   | Fecha 1      | Fecha 1    | Fecha 1 |
| Local    | Resultado | Visitante | Estadio      | Fecha      |         |
| -------- | --------- | --------- | ------------ | ---------- | ------- |
| Liniers  | 4 - 0     | Banfield  | Bahía Blanca | 2 de abril |         |
| Sporting | 1 - 0     | Tigre     | Laboulaye    | 2 de abril |         |

| Fecha 2  | Fecha 2   | Fecha 2   | Fecha 2       | Fecha 2    | Fecha 2 |
| Local    | Resultado | Visitante | Estadio       | Fecha      |         |
| -------- | --------- | --------- | ------------- | ---------- | ------- |
| Tigre    | 2 - 1     | Liniers   | Posadas       | 9 de abril |         |
| Banfield | 1 - 1     | Sporting  | Mar del Plata | 9 de abril |         |

| Fecha 3 | Fecha 3   | Fecha 3   | Fecha 3      | Fecha 3     | Fecha 3 |
| Local   | Resultado | Visitante | Estadio      | Fecha       |         |
| ------- | --------- | --------- | ------------ | ----------- | ------- |
| Liniers | 2 - 2     | Sporting  | Bahía Blanca | 16 de abril |         |
| Tigre   | 1 - 0     | Banfield  | Posadas      | 16 de abril |         |

| Fecha 4  | Fecha 4   | Fecha 4   | Fecha 4       | Fecha 4     | Fecha 4 |
| Local    | Resultado | Visitante | Estadio       | Fecha       |         |
| -------- | --------- | --------- | ------------- | ----------- | ------- |
| Banfield | 3 - 2     | Liniers   | Mar del Plata | 23 de abril |         |
| Tigre    | 7 - 1     | Sporting  | Posadas       | 23 de abril |         |

| Fecha 5  | Fecha 5   | Fecha 5   | Fecha 5      | Fecha 5   | Fecha 5 |
| Local    | Resultado | Visitante | Estadio      | Fecha     |         |
| -------- | --------- | --------- | ------------ | --------- | ------- |
| Liniers  | 1 - 1     | Tigre     | Bahía Blanca | 7 de mayo |         |
| Sporting | 1 - 1     | Banfield  | Laboulaye    | 7 de mayo |         |

| Fecha 6  | Fecha 6   | Fecha 6   | Fecha 6       | Fecha 6    | Fecha 6 |
| Local    | Resultado | Visitante | Estadio       | Fecha      |         |
| -------- | --------- | --------- | ------------- | ---------- | ------- |
| Sporting | 0 - 1     | Liniers   | Laboulaye     | 14 de mayo |         |
| Banfield | 3 - 0     | Tigre     | Mar del Plata | 14 de mayo |         |

### Zona 2

#### Tabla de posiciones final
| Pos. | Equipo                                | Pts. | PJ | PG | PE | PP | GF | GC | Dif. |
| ---- | ------------------------------------- | ---- | -- | -- | -- | -- | -- | -- | ---- |
| 01.º | Chacras de Coria (Chacras de Coria)   | 10   | 6  | 3  | 1  | 2  | 11 | 8  | 3    |
| 02.º | Sarmiento (Catamarca)                 | 9    | 6  | 2  | 3  | 1  | 9  | 8  | 1    |
| 03.º | Universitario (Córdoba)               | 7    | 6  | 2  | 1  | 3  | 8  | 7  | 1    |
| 04.º | Central Córdoba (Santiago del Estero) | 7    | 6  | 2  | 1  | 3  | 3  | 8  | −5   |

|  | Clasificado a la Ronda final |

#### Resultados
| Fecha 1          | Fecha 1   | Fecha 1         | Fecha 1          | Fecha 1    | Fecha 1 |
| Local            | Resultado | Visitante       | Estadio          | Fecha      |         |
| ---------------- | --------- | --------------- | ---------------- | ---------- | ------- |
| Chacras de Coria | 3 - 0     | Central Córdoba | Chacras de Coria | 2 de abril |         |
| Universitario    | 0 - 0     | Sarmiento       | Córdoba          | 2 de abril |         |

| Fecha 2         | Fecha 2   | Fecha 2          | Fecha 2             | Fecha 2    | Fecha 2 |
| Local           | Resultado | Visitante        | Estadio             | Fecha      |         |
| --------------- | --------- | ---------------- | ------------------- | ---------- | ------- |
| Sarmiento       | 2 - 2     | Chacras de Coria | Catamarca           | 9 de abril |         |
| Central Córdoba | 1 - 0     | Universitario    | Santiago del Estero | 9 de abril |         |

| Fecha 3          | Fecha 3   | Fecha 3         | Fecha 3          | Fecha 3     | Fecha 3 |
| Local            | Resultado | Visitante       | Estadio          | Fecha       |         |
| ---------------- | --------- | --------------- | ---------------- | ----------- | ------- |
| Chacras de Coria | 2 - 1     | Universitario   | Chacras de Coria | 16 de abril |         |
| Sarmiento        | 1 - 0     | Central Córdoba | Catamarca        | 16 de abril |         |

| Fecha 4         | Fecha 4   | Fecha 4          | Fecha 4             | Fecha 4     | Fecha 4 |
| Local           | Resultado | Visitante        | Estadio             | Fecha       |         |
| --------------- | --------- | ---------------- | ------------------- | ----------- | ------- |
| Central Córdoba | 1 - 0     | Chacras de Coria | Santiago del Estero | 23 de abril |         |
| Sarmiento       | 3 - 2     | Universitario    | Catamarca           | 23 de abril |         |

| Fecha 5          | Fecha 5   | Fecha 5         | Fecha 5          | Fecha 5   | Fecha 5 |
| Local            | Resultado | Visitante       | Estadio          | Fecha     |         |
| ---------------- | --------- | --------------- | ---------------- | --------- | ------- |
| Chacras de Coria | 3 - 2     | Sarmiento       | Chacras de Coria | 7 de mayo |         |
| Universitario    | 3 - 0     | Central Córdoba | Córdoba          | 7 de mayo |         |

| Fecha 6         | Fecha 6   | Fecha 6          | Fecha 6             | Fecha 6    | Fecha 6 |
| Local           | Resultado | Visitante        | Estadio             | Fecha      |         |
| --------------- | --------- | ---------------- | ------------------- | ---------- | ------- |
| Universitario   | 2 - 1     | Chacras de Coria | Córdoba             | 14 de mayo |         |
| Central Córdoba | 1 - 1     | Sarmiento        | Santiago del Estero | 14 de mayo |         |

## Ronda Final

### Tabla de posiciones final
| Pos. | Equipo                              | Pts. | PJ | PG | PE | PP | GF | GC | Dif. |
| ---- | ----------------------------------- | ---- | -- | -- | -- | -- | -- | -- | ---- |
| 01.º | Chacras de Coria (Chacras de Coria) | 13   | 6  | 4  | 1  | 1  | 14 | 8  | 6    |
| 02.º | Liniers (Bahía Blanca)              | 12   | 6  | 4  | 0  | 2  | 16 | 6  | 10   |
| 03.º | Tigre (Santo Pipó)                  | 10   | 6  | 3  | 1  | 2  | 9  | 13 | −4   |
| 04.º | Sarmiento (Catamarca)               | 0    | 6  | 0  | 0  | 6  | 1  | 13 | −12  |

|  | Ascendió al Torneo Argentino A |

### Resultados
| Fecha 1          | Fecha 1   | Fecha 1   | Fecha 1          | Fecha 1    | Fecha 1 |
| Local            | Resultado | Visitante | Estadio          | Fecha      |         |
| ---------------- | --------- | --------- | ---------------- | ---------- | ------- |
| Chacras de Coria | 1 - 0     | Sarmiento | Chacras de Coria | 28 de mayo |         |
| Liniers          | 4 - 1     | Tigre     | Bahía Blanca     | 28 de mayo |         |

| Fecha 2   | Fecha 2   | Fecha 2          | Fecha 2   | Fecha 2    | Fecha 2 |
| Local     | Resultado | Visitante        | Estadio   | Fecha      |         |
| --------- | --------- | ---------------- | --------- | ---------- | ------- |
| Tigre     | 3 - 3     | Chacras de Coria | Posadas   | 4 de junio |         |
| Sarmiento | 0 - 1     | Liniers          | Catamarca | 4 de junio |         |

| Fecha 3          | Fecha 3   | Fecha 3   | Fecha 3          | Fecha 3     | Fecha 3 |
| Local            | Resultado | Visitante | Estadio          | Fecha       |         |
| ---------------- | --------- | --------- | ---------------- | ----------- | ------- |
| Chacras de Coria | 1 - 0     | Liniers   | Chacras de Coria | 11 de junio |         |
| Tigre            | 1 - 0     | Sarmiento | Posadas          | 11 de junio |         |

| Fecha 4   | Fecha 4   | Fecha 4          | Fecha 4   | Fecha 4     | Fecha 4 |
| Local     | Resultado | Visitante        | Estadio   | Fecha       |         |
| --------- | --------- | ---------------- | --------- | ----------- | ------- |
| Sarmiento | 1 - 2     | Chacras de Coria | Catamarca | 18 de junio |         |
| Tigre     | 2 - 1     | Liniers          | Posadas   | 18 de junio |         |

| Fecha 5          | Fecha 5   | Fecha 5   | Fecha 5          | Fecha 5     | Fecha 5 |
| Local            | Resultado | Visitante | Estadio          | Fecha       |         |
| ---------------- | --------- | --------- | ---------------- | ----------- | ------- |
| Chacras de Coria | 5 - 1     | Tigre     | Chacras de Coria | 25 de junio |         |
| Liniers          | 7 - 0     | Sarmiento | Bahía Blanca     | 25 de junio |         |

| Fecha 6   | Fecha 6   | Fecha 6          | Fecha 6      | Fecha 6    | Fecha 6 |
| Local     | Resultado | Visitante        | Estadio      | Fecha      |         |
| --------- | --------- | ---------------- | ------------ | ---------- | ------- |
| Liniers   | 3 - 2     | Chacras de Coria | Bahía Blanca | 2 de julio |         |
| Sarmiento | 0 - 1     | Tigre            | Catamarca    | 2 de julio |         |

| 1. |